# Liste der Biografien/Des
Liste der Biografien |
Portal Biografien |
Personensuche
# |
A |
B |
C |
D |
E |
F |
G |
H |
I |
J |
K |
L |
M |
N |
O |
P |
Q |
R |
S |
T |
U |
V |
W |
X |
Y |
Z |
?
 
Da |
Db |
Dc |
Dd |
De |
Dg |
Dh |
Di |
Dj |
Dk |
Dl |
Dm |
Dn |
Do |
Dq |
Dr |
Ds |
Du |
Dv |
Dw |
Dy |
Dz
 
De A |
De B |
De C |
De D |
De E |
De F |
De G |
De H |
De J |
De K |
De L |
De M |
De N |
De P |
De Q |
De R |
De S |
De T |
De V |
De W |
De Y |
De Z 

Dea |
Deb |
Dec |
Ded |
Dee |
Def |
Deg |
Deh |
Dei |
Dej |
Dek |
Del |
Dem |
Den |
Deo |
Dep |
Deq |
Der |
Des |
Det |
Deu |
Dev |
Dew |
Dex |
Dey |
Dez
Die Liste der Biografien führt alle Personen auf, die in der deutschsprachigen Wikipedia einen Artikel haben. Dieses ist eine Teilliste mit 737 Einträgen von Personen, deren Namen mit den Buchstaben „Des“ beginnt.

## Des
- Des Autels, Guillaume (* 1529), französischer Dichter und Romanist
- Des Barres, Michael (* 1948), englischer Schauspieler und Sänger
- Des Barres, Pamela (* 1948), US-amerikanische Autorin und ehemaliges GroupiePamela Des Barres (* 1948)

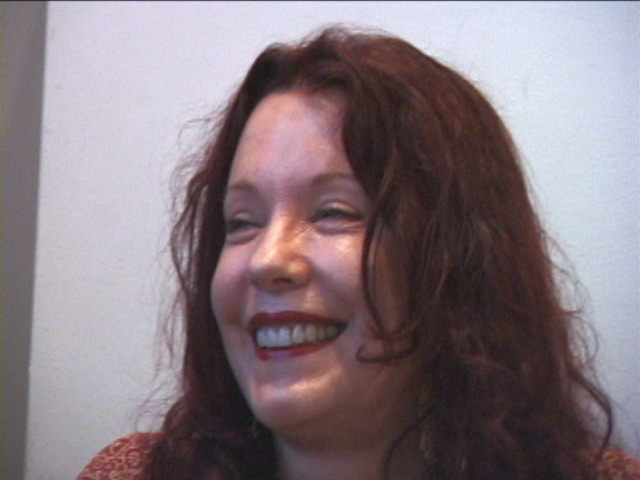
Pamela Des Barres (* 1948)

- Des Cars, Guy (1911–1993), französischer Schriftsteller
- Des Cloizeaux, Alfred (1817–1897), französischer Mineraloge
- Des Enffans d’Avernas, Dominik (1847–1924), belgisch-österreichischer Adliger
- Des Enffans d’Avernas, Kanut Graf (1884–1950), deutscher römisch-katholischer Geistlicher, Ordensmann, Missionar und Märtyrer
- Des Essarts, Alfred (1811–1893), französischer Bibliothekar und Schriftsteller
- Des Essarts, Charlotte († 1651), Mätresse des französischen Königs Heinrich IV.
- Des Essarts, Emmanuel (1839–1909), französischer Schriftsteller
- des Essarts, Nicolas-Toussaint (1744–1810), französischer Rechtsanwalt, Schriftsteller, Buchhändler und Verleger
- Des Forges, Alison (1942–2009), US-amerikanische Historikerin und Menschenrechtsaktivistin
- Des Gallars, Nicolas († 1581), französisch-Genfer Geistlicher und Hochschullehrer
- Des Geneys, Giorgio (1761–1839), Admiral des Königreiches Sardinien-Piemont
- Des Graz, Charles Louis (1860–1940), britischer Botschafter
- Des Groseilliers, Médard, französischer Waldläufer und Pelzhändler
- des Iles, Annette, Diplomatin aus Trinidad und Tobago
- Des Murs, Marc Athanase Parfait Œillet (1804–1894), französischer Ornithologe
- Des Portes, Fay Allen (1890–1944), US-amerikanischer Politiker und Diplomat
- Des Prez, Melchior, französischer Adliger
- Des Roches, Catherine (1542–1587), französische Schriftstellerin und Salonnière
- Des Roches, Madeleine (1520–1587), französische Schriftstellerin und Salonnière
- Des Vœux, William (1834–1909), britischer Kolonialbeamter
- Dés, András (* 1978), ungarischer Jazz- und Improvisationsmusiker (Schlagzeug)
- Dès, Henri (* 1940), Schweizer Sänger
- Dés, László (* 1954), ungarischer Jazz-Saxophonist und Komponist

### Desa
- Desa, serbischer Groß-Župan
- DeSa, Cecil (1922–2006), indischer Geistlicher, römisch-katholischer Erzbischof von Agra
- Desábato, Leandro (* 1990), argentinischer Fußballspieler
- Desachy, José Luis (* 1944), mexikanischer Fußballspieler
- Desae, Tena (* 1987), indische Schauspielerin und ModelTena Desae (* 1987)

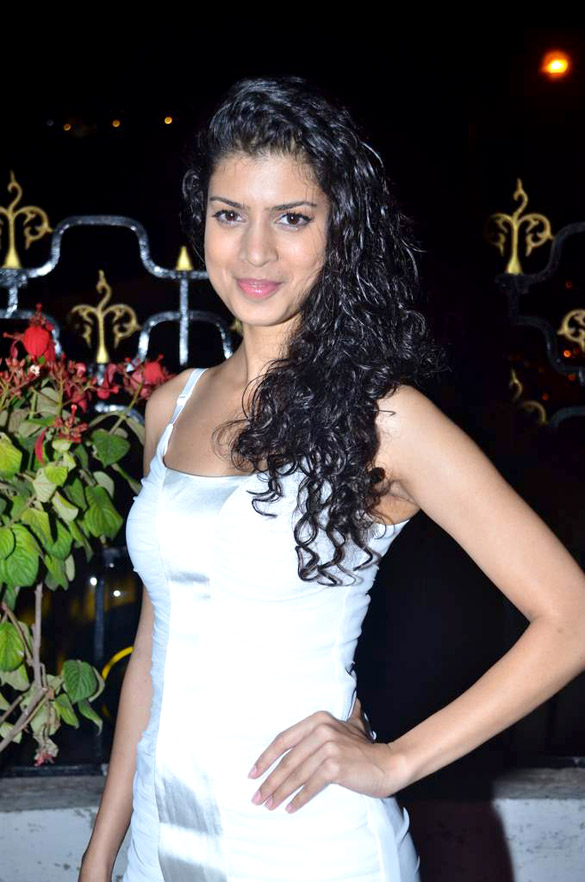
Tena Desae (* 1987)

- Desaever, Alain (1952–2014), belgischer Radrennfahrer
- Desaeyere, René (* 1947), belgischer Fußballspieler und -trainer
- Desaga, Peter (* 1812), Instrumentenbauer in Heidelberg
- Desaguliers, John Theophilus (1683–1744), Naturphilosoph
- Desai, Ajay († 2020), indischer Experte für Wildtiere und Tierschutz
- Desai, Anita (* 1937), indische Schriftstellerin
- Desai, Bhulabhai (1877–1946), indischer Rechtsanwalt und Politiker
- Desai, Chandrakant S. (1936–2025), indisch-US-amerikanischer Geotechniker
- Desai, Dhirajlal Bhulabhai (1908–1951), indischer Diplomat
- Desai, Hitendra Kanaiyalal (1915–1993), indischer Politiker des Indischen Nationalkongresses (INC)
- Desai, Hrishikesh, Koch
- Desai, Jayaben (1933–2010), Gewerkschafterin im Vereinigten Königreich
- Desai, Jayant (1909–1976), indischer Filmregisseur und -produzent des Hindi-Films
- Desai, Kiran (* 1971), indisch-US-amerikanische Autorin
- Desai, Mahadev (1892–1942), persönlicher Sekretär und engster Berater Gandhis
- Desai, Meghnad, Baron Desai (1940–2025), britischer Politiker, Ökonom und HochschullehrerMeghnad Desai, Baron Desai (1940–2025)

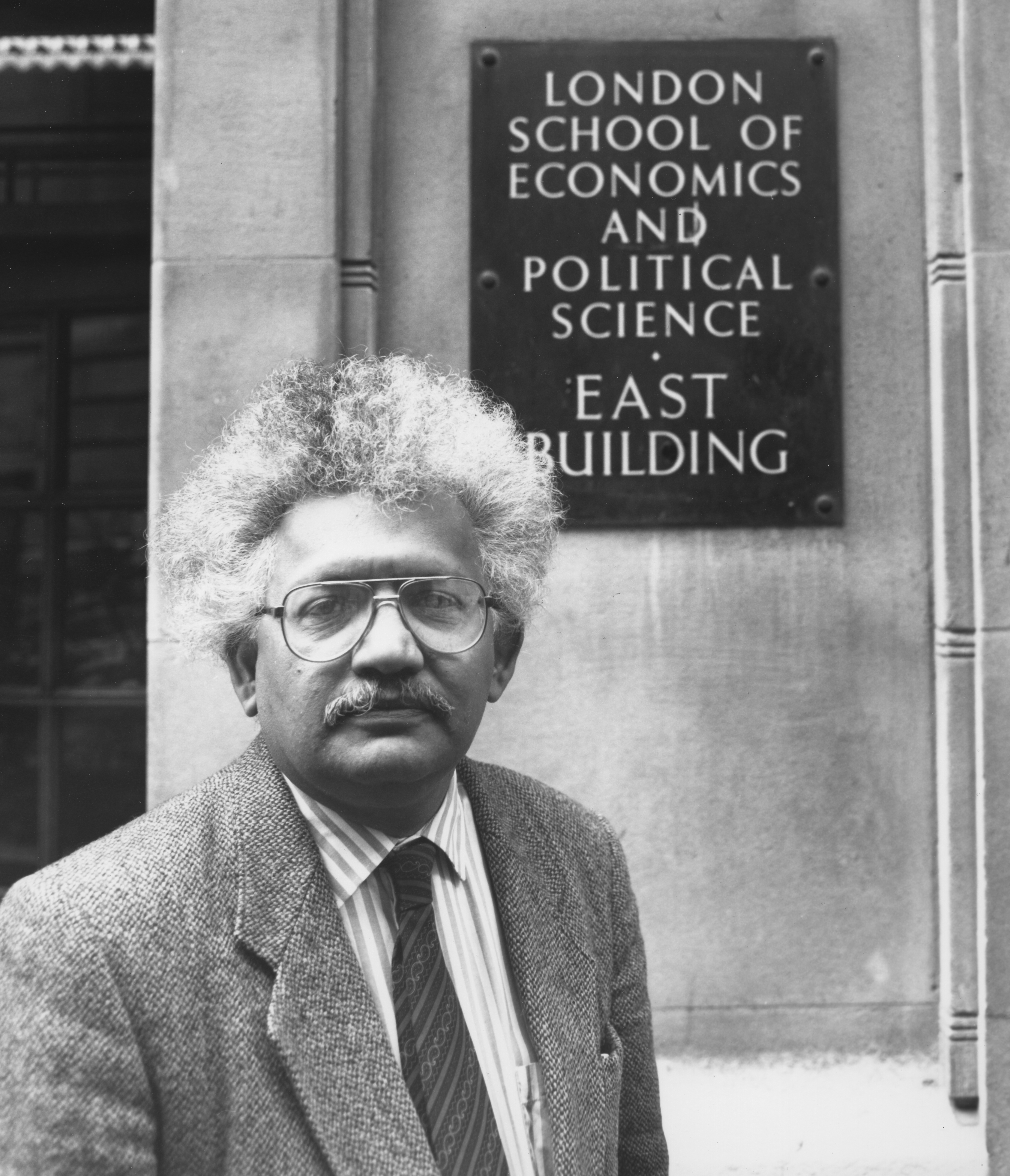
Meghnad Desai, Baron Desai (1940–2025)

- Desai, Morarji (1896–1995), indischer Premierminister, Chief Minister von Bombay
- Desai, Padma (1931–2023), indisch-amerikanische Wirtschaftswissenschaftlerin und Hochschullehrerin
- Desai, Radhika (* 1963), indische Politikwissenschaftlerin
- Desai, Zeel (* 1999), indische Tennisspielerin
- Desailly, Jean (1920–2008), französischer Schauspieler
- Desailly, Marcel (* 1968), französischer Fußballspieler
- Desains, Paul (1817–1885), französischer Physiker
- Desaix, Louis Charles Antoine (1768–1800), französischer General
- Desalegn, Betlhem (* 1991), äthiopische Mittel- und Langstreckenläuferin für die Vereinigten Arabischen Emirate
- Desalegn, Hailemariam (* 1965), äthiopischer Politiker
- Desalegn, Terefe (* 1982), äthiopischer Langstreckenläufer
- Desalm, Brigitte (1942–2002), deutsche Journalistin
- Desalu, Fausto (* 1994), italienischer Leichtathlet
- DeSalvo, Albert Henry (1931–1973), US-amerikanischer Serienmörder
- Desamory, Lucile (* 1977), belgische Künstlerin und Filmemacherin
- Desanctis, Luigi (1808–1869), italienischer römisch-katholischer und später waldensischer Theologe
- Desandre Navarre, Xavier (* 1961), französischer Jazzmusiker (Schlagzeug, Perkussion, Komposition)
- Desandre, Lea (* 1993), französisch-italienische Opernsängerin (Mezzosopran)
- Desandrouin, Jean-Jacques (1681–1761), Glas- und Metallhersteller
- Desanghere, Gérard (1947–2018), belgischer Fußballspieler
- Desanti, Dominique (1914–2011), französische Journalistin und Schriftstellerin
- Desanti, Jean-Toussaint (1914–2002), französischer Philosoph
- DeSantis, Casey (* 1980), US-amerikanische Fernsehjournalistin und First Lady Floridas
- DeSantis, John (* 1973), kanadischer Schauspieler
- DeSantis, Ron (* 1978), US-amerikanischer PolitikerRon DeSantis (* 1978)

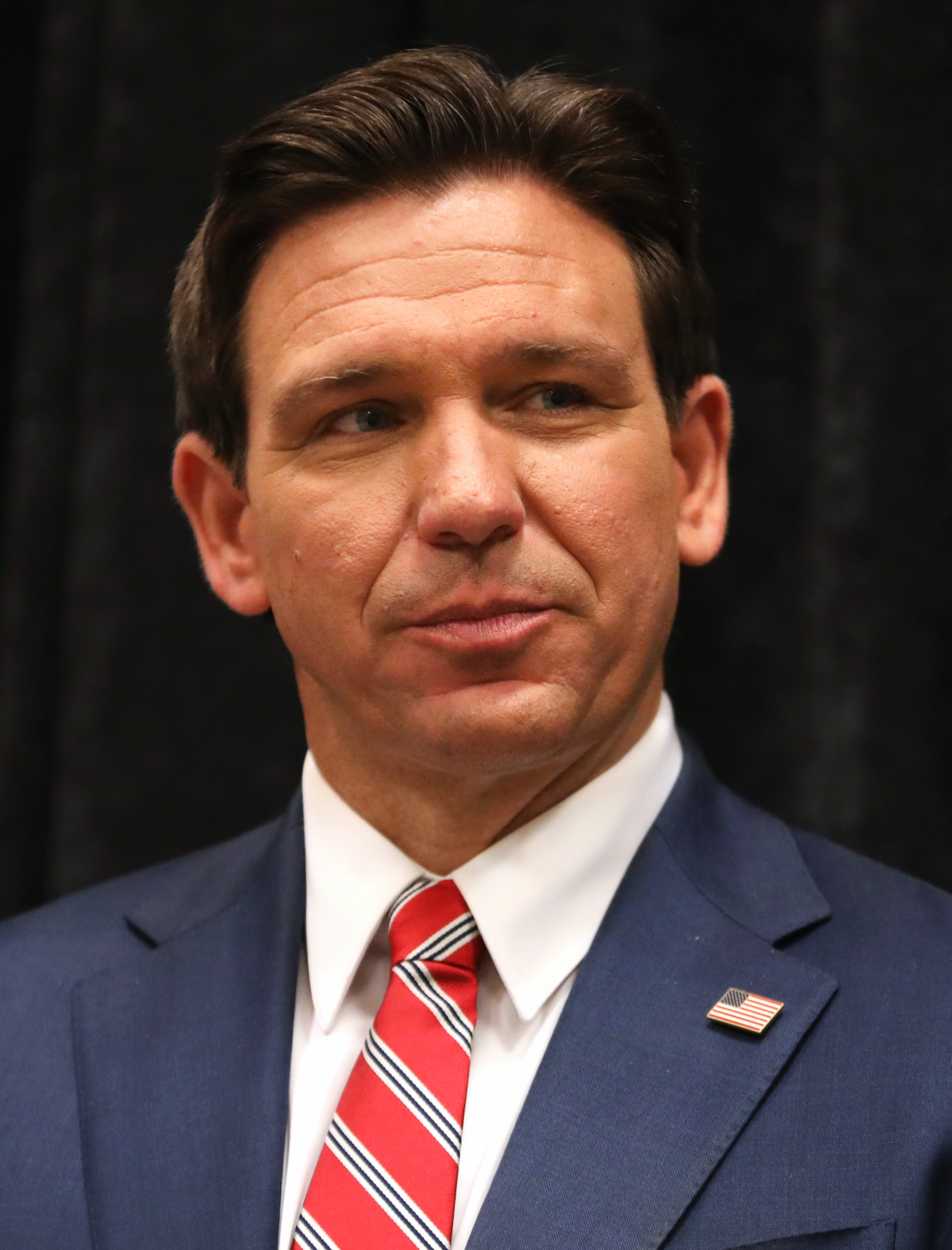
Ron DeSantis (* 1978)

- DeSanto, Sugar Pie (1935–2024), US-amerikanische R&B-Sängerin, Tänzerin, Entertainerin und Komponistin
- DeSapio, Carmine (1908–2004), US-amerikanischer Politiker (Demokratische Partei)
- Desargues, Gérard (1591–1661), französischer Architekt und Mathematiker
- DeSario, Teri (* 1951), US-amerikanische Sängerin
- Desarnod, Auguste-Joseph der Ältere (1788–1840), französischer Schlachtenmaler, in Russland tätig
- Desarthe, Agnès (* 1966), französische Schriftstellerin
- Desarzens, Corinne (* 1952), französisch-schweizerische Schriftstellerin
- Desarzens, Victor (1908–1986), Schweizer Dirigent und Geiger
- Desassis, Pierre (* 1984), französischer Saxofonist
- DeSaulnier, Mark (* 1952), US-amerikanischer Politiker der Demokratischen Partei
- Desault, Pierre-Joseph (1744–1795), französischer Chirurg von europäischem Rang
- Desautels, Andrée (1923–2023), kanadische Musikwissenschaftlerin, Musikpädagogin, Komponistin und Ondistin
- Desautels, Victor (1893–1970), kanadischer Opernsänger (Tenor) und Impresario
- Desax, Lukas (* 1999), Schweizer Unihockeyspieler

### Desb
- Desbassayns, Ombline (1755–1846), Plantagenbesitzerin und Sklavenhalterin auf Réunion
- Desbats, Robert (1922–2007), französischer Radrennfahrer
- Desberg, Stephen (* 1954), belgischer Comicautor
- Desbiens, Guillaume (* 1985), kanadischer Eishockeyspieler
- Desbiens, Laurent (* 1969), französischer Radrennfahrer
- Desbillons, François-Joseph Terrasse (1711–1789), französischer Jesuit
- Desblanc, Joseph-Philibert (1760–1820), französischer Ingenieur und Erfinder eines Dampfschiffs
- Desbois, Patrick (* 1955), französischer katholischer Priester
- Desbonnet, Rémi (* 1992), französischer Handballspieler
- Desbons, Claude (1938–2001), französischer Politiker (PS)
- Desbordes-Valmore, Marceline (1786–1859), französische Schriftstellerin
- Desboulmiers (1731–1771), französischer Schriftsteller und Librettist
- Desboutin, Marcellin (1823–1902), französischer Maler, Grafiker und Schriftsteller
- Desbraux, Jérémy (* 1986), französischer Koch

### Desc
- Descalui, Doina (* 2000), moldauische Rennrodlerin
- Descalzi, Claudio (* 1955), italienischer Manager
- Descamps, Edouard (1847–1933), belgischer Jurist und Politiker
- Descamps, François-Pierre (* 1962), französischer Komponist
- Descamps, Jean-Baptiste (1706–1791), französischer Maler und Schriftsteller
- Descamps, Marie-Hélène (1938–2020), französische Politikerin (UMP), MdEP
- Descamps, Nathalie (* 1983), belgische Badmintonspielerin
- Descamps, Pierre (1916–1992), belgischer Politiker
- Descamps, Rémy (* 1996), französischer Fußballtorwart
- Descantons de Montblanc, Charles (1833–1894), belgischer Diplomat in Japan
- Descarga, Iñaki (* 1976), spanischer Fußballspieler
- Descarries, Auguste (1896–1958), kanadischer Pianist, Organist, Musikpädagoge und Komponist
- Descartes, Louis (1951–1991), französischer Unternehmer, Autorennfahrer und Rennstallbesitzer
- Descartes, René (1596–1650), französischer Philosoph, Mathematiker und NaturwissenschaftlerRené Descartes (1596–1650)

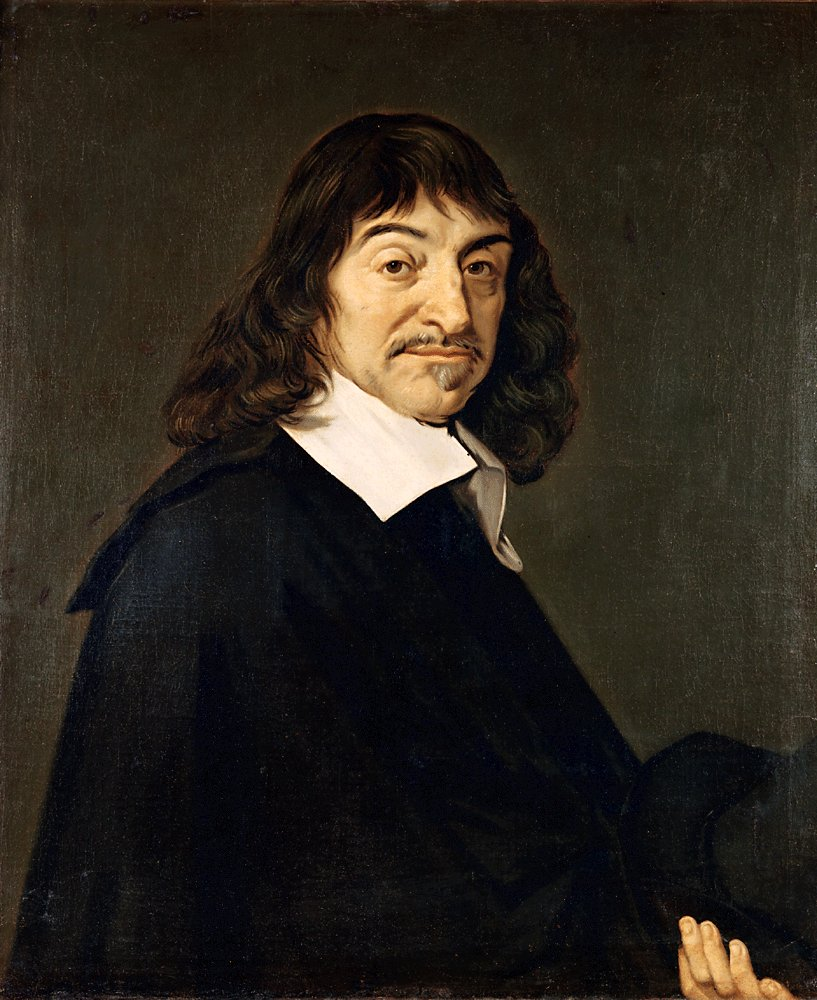
René Descartes (1596–1650)

- Descas, Alex (* 1958), französischer Schauspieler
- Descat, Hugo (* 1992), französischer Handballspieler
- Descaves, Lucette (1906–1993), französische Pianistin
- Descaves, Lucien (1861–1949), französischer Schriftsteller
- Descaves, Pierre (1924–2014), französischer Politiker und Mitglied in der terroristischen OAS
- Descemet, Jacques-Louis (1761–1839), französischer Rosenzüchter
- DeScenna, Linda (* 1949), US-amerikanische Szenenbildnerin
- Desch, Adam (1881–1937), deutsch-russischer römisch-katholischer Geistlicher und Märtyrer
- Desch, Annika (* 1977), deutsche Schauspielerin und Synchronsprecherin
- Desch, August (1898–1964), US-amerikanischer Hürdenläufer
- Desch, Frederik, deutscher Koch
- Desch, Gunter (* 1937), deutscher Sanitätsoffizier, Generaloberstabsarzt, Inspekteur des Sanitäts- und Gesundheitswesens der Bundeswehr
- Desch, Johann (1848–1920), deutscher Kleiderfabrikant
- Desch, Joseph (1907–1987), US-amerikanischer Kryptologe
- Desch, Kurt (1903–1984), deutscher Verleger
- Desch, Roland (* 1953), deutscher Kriminalrat, Präsident des Landesamtes für Verfassungsschutz in Hessen
- Desch, Rudolf (1911–1997), deutscher Komponist
- Desch, Walter (* 1944), deutscher Sportfunktionär
- Deschacht, Olivier (* 1981), belgischer Fußballspieler
- Deschamps de Champloiseau, Claude-François (* 1745), französischer Geistlicher
- Deschamps, Alphonse Emmanuel (1874–1940), kanadischer Geistlicher, römisch-katholischer Weihbischof in Montréal
- Deschamps, Antony (1800–1869), französischer Dichter
- Deschamps, Bernard (* 1944), französischer Eishockeytorwart
- Deschamps, Claude (1765–1843), französischer Ingenieur
- Deschamps, Darla (* 1981), kanadische Skeletonpilotin
- Deschamps, Didier (* 1968), französischer Fußballspieler und -trainerDidier Deschamps (* 1968)

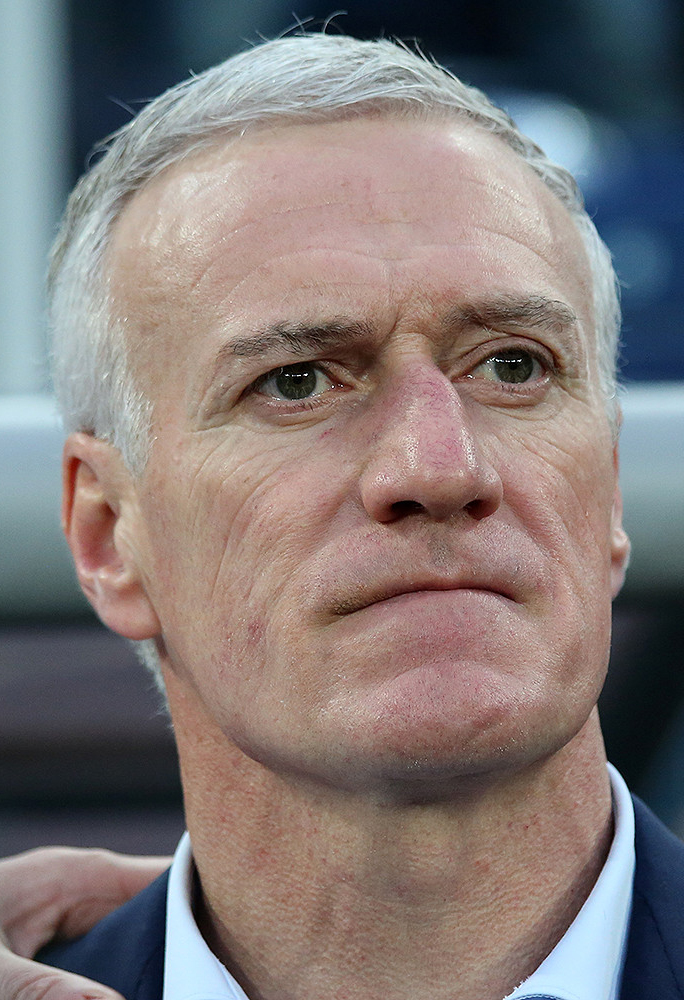
Didier Deschamps (* 1968)

- Deschamps, Dominique (* 1958), französischer Handballspieler und -trainer
- Deschamps, Émile (1791–1871), französischer Dichter
- Deschamps, Eustache († 1404), französischer Lyriker
- Deschamps, Fernand (1868–1957), belgischer Intellektueller
- Deschamps, Frédéric (* 1985), französischer Organist
- Deschamps, Gérard-Joseph (1929–2022), kanadischer Ordensgeistlicher und römisch-katholischer Bischof von Bereina
- Deschamps, Hubert (1923–1998), französischer Schauspieler
- Deschamps, Jean (1707–1767), deutsch-französischer Philosoph, preußischer Hofprediger, Theologe und Schriftsteller
- Deschamps, Jérôme (* 1947), französischer Schauspieler, Regisseur und Dramatiker
- Deschamps, Julito (1930–1985), dominikanischer Sänger, Pianist und Gitarrist
- Deschamps, Léger Marie (1716–1774), französischer Utopist und metaphysischer Philosoph
- Deschamps, Louis (1846–1902), französischer Maler
- Deschamps, Louis (1878–1925), französischer Politiker
- Deschamps, Marie (* 1952), kanadische Rechtsanwältin, Richterin und Hochschullehrerin
- Deschamps, Martin (* 1970), kanadischer Rockmusiker
- Deschamps, Maxime (* 1991), kanadischer Eiskunstläufer
- Deschamps, Nicolas (* 1990), kanadischer Eishockeyspieler
- Deschamps, Noël (1908–2005), australischer Diplomat
- Deschamps-Jéhin, Blanche (1857–1923), französische Opernsängerin
- Deschan von Hansen, Johann Anton (1686–1760), Administrationsrat der Landesadministration der Kron- und Kammerdomäne Temescher Banat
- Deschanel, Caleb (* 1944), US-amerikanischer Kameramann
- Deschanel, Émile (1819–1904), französischer Schriftsteller und Politiker
- Deschanel, Emily (* 1976), US-amerikanische SchauspielerinEmily Deschanel (* 1976)

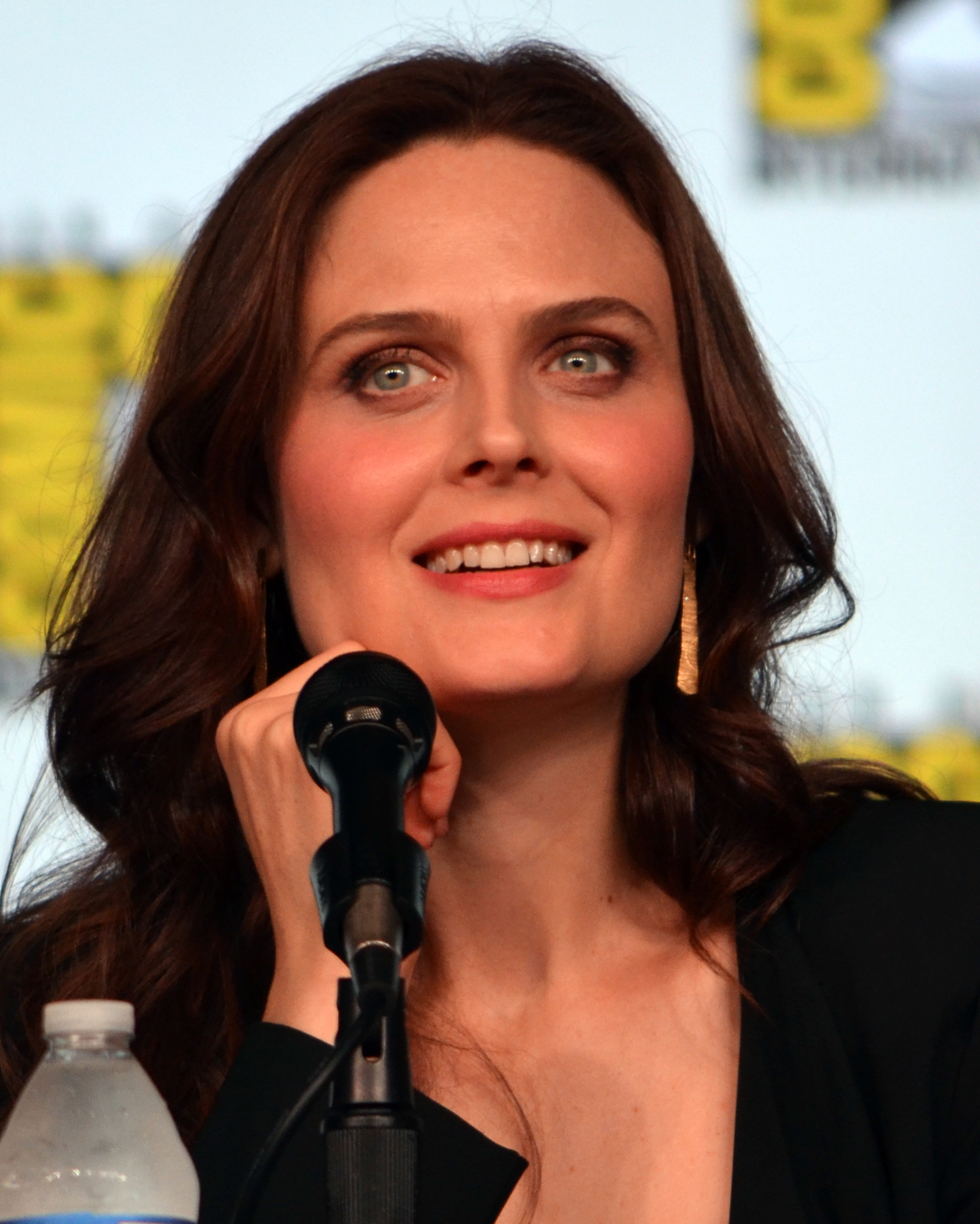
Emily Deschanel (* 1976)

- Deschanel, Mary Jo (* 1945), US-amerikanische Schauspielerin
- Deschanel, Paul (1855–1922), französischer Politiker und Staatspräsident der Dritten Republik
- Deschanel, Zooey (* 1980), US-amerikanische Schauspielerin und SängerinZooey Deschanel (* 1980)

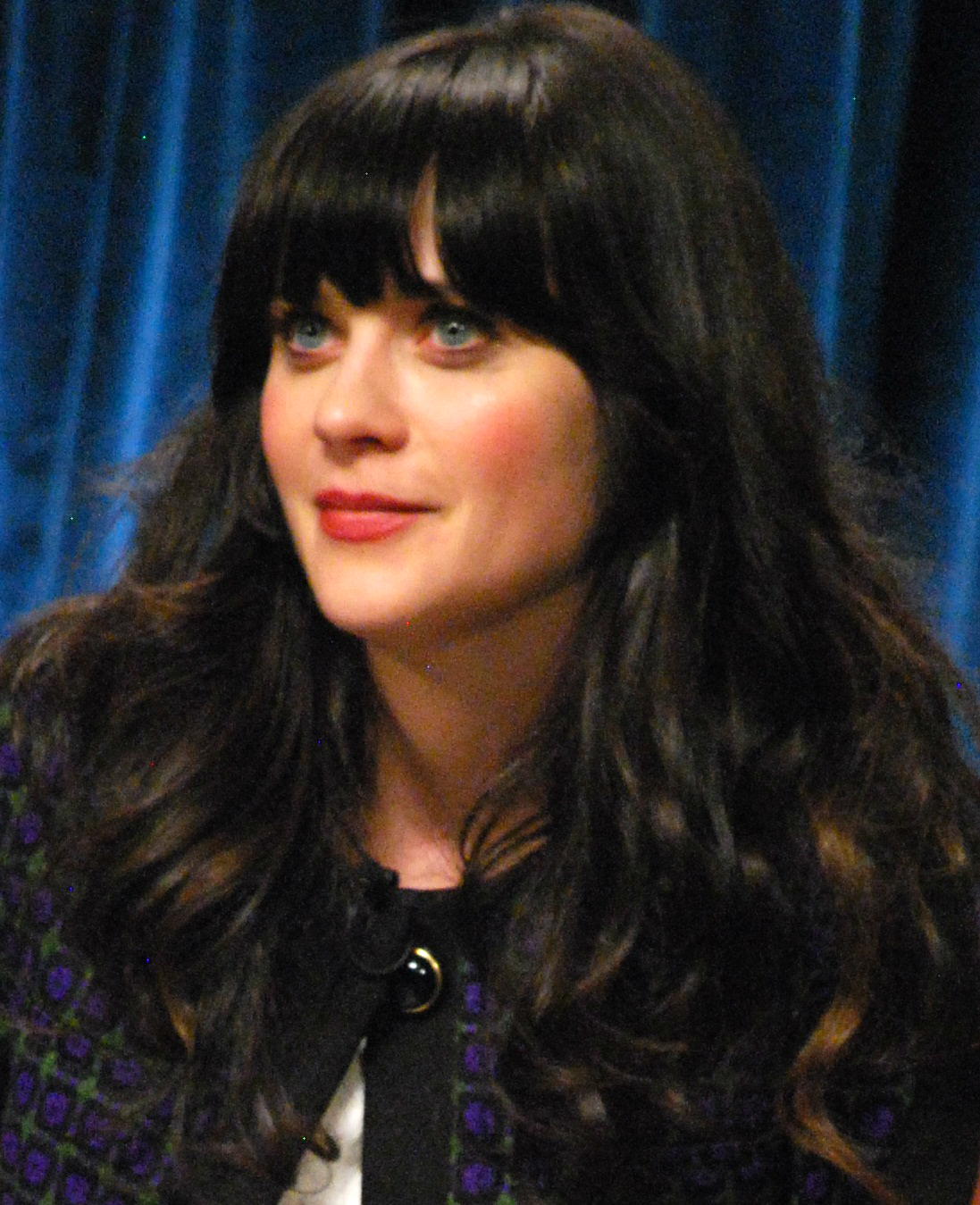
Zooey Deschanel (* 1980)

- Deschapelles, Alexandre (1780–1847), französischer Schachmeister
- Descharnes, Robert (1926–2014), französischer Fotograf, Filmemacher
- Deschatelets, Jean-Paul (1912–1986), kanadischer Politiker und Rechtsanwalt
- Deschâtelets, Léo (1899–1974), Generaloberer der Oblaten der Makellosen Jungfrau Maria, Konzilsvater
- Deschauer, Luise (1938–2023), deutsche Schauspielerin
- Deschaussées, Monique (1928–2022), französische Pianistin, Musikwissenschaftlerin und Musikpädagogin
- Deschaux, Robert (1924–2013), französischer Romanist und Mediävist
- Deschenaux, Eugène (1874–1940), Schweizer Jurist und Politiker (CVP)
- Deschenaux, Jacques (* 1945), Schweizer Sport-Moderator
- Descheneau, Jaedon (* 1995), kanadischer Eishockeyspieler
- Deschênes, Marcelle (* 1939), kanadische Komponistin
- Deschepper, Philippe (* 1949), französischer Jazzgitarrist
- Descher, Kerstin (* 1969), deutsche Opern-, Operetten- und Konzertsängerin in der Stimmlage Mezzosopran
- Deschewow, Wladimir Michailowitsch (1889–1955), russischer Komponist
- Deschewych, Swetlana (* 1970), kasachischer Skilangläufer
- Deschiz, Leon Leonowitsch (1955–2020), belarussischer Radrennfahrer
- Deschka, Marc, deutscher Medizinjournalist und Fachbuchautor
- Deschler, Joachim, deutscher Medailleur und Bildhauer
- Deschler-Erb, Eckhard (* 1963), Schweizer Provinzialrömischer Archäologe
- Deschmann, Karl (1821–1889), Politiker, Archäologe und Naturwissenschaftler aus Krain
- Deschner, Günther (1941–2023), deutscher Historiker, Publizist und Dokumentarfilmer
- Deschner, Karl, deutscher Fußballspieler
- Deschner, Karlheinz (1924–2014), deutscher Schriftsteller und Religionskritiker
- Deschner, Leni (* 2006), deutsche Schauspielerin
- Deschner, Tim (* 1997), deutscher Basketballspieler
- Deschnjow, Semjon Iwanowitsch († 1673), russischer Kosak und EntdeckerSemjon Iwanowitsch Deschnjow († 1673)

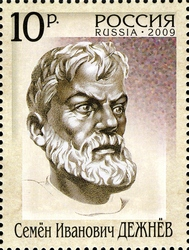
Semjon Iwanowitsch Deschnjow († 1673)

- Deschryver, Darren (* 1972), US-amerikanischer Basketballspieler
- Deschtschyzja, Andrij (* 1965), ukrainischer Diplomat und parteiloser Politiker
- Deschurow, Wladimir Nikolajewitsch (* 1962), russischer Kosmonaut
- Deschwanden, Alfons von (1922–2015), deutscher Unternehmer und Judenretter
- Deschwanden, Anton von (1877–1960), Schweizer Politiker
- Deschwanden, Arnold (1847–1905), Schweizer Politiker
- Deschwanden, Gregor (* 1991), Schweizer Skispringer
- Deschwanden, Lukas von (* 1989), Schweizer Handballspieler
- Deschwanden, Melchior Paul von (1811–1881), Schweizer Maler des Nazarenerstils
- Deschwanden, Werner (1888–1961), Schweizer Politiker
- Deschwanden, Yvonne von (* 1954), Schweizer Politikerin (FDP), Landammann von Nidwalden
- Desclabissac, Félice (1876–1938), deutsche Malerin
- Descloix, Dorian (* 1988), französischer Tennisspieler
- Desclos, Anne Cécile (1907–1998), französische Autorin
- Desclos, Marie-Laurence (* 1952), französische Philosophiehistorikerin
- Descloux, Gauthier (* 1996), Schweizer Eishockeytorhüter
- Descloux, Jean-Louis (* 1937), Schweizer Sprinter
- Desco, Elisa (* 1982), italienische Langstrecken- und Bergläuferin
- Descœudres, Alice (1877–1963), Schweizer Sonderschulpädagogin
- Descoings, Richard (1958–2012), französischer Direktor des Institut d’études politiques de Paris
- Descola, Philippe (* 1949), französischer Anthropologe und Hochschullehrer
- Descombes Sevoie, Vincent (* 1984), französischer Skispringer
- Descombes, Eric (* 1971), mauretanischer Fußballspieler
- Descombes, Roger (1915–1979), Schweizer bildender Künstler und Dichter
- Descombes, Vincent (* 1943), französischer Philosoph
- Descombin, Michel (1937–2004), französischer Radrennfahrer
- Descomps-Cormier, Joé (1869–1950), französischer Bildhauer und Goldschmied
- Descos, Léon-Eugène-Aubin Coullard (1863–1931), französischer Diplomat
- Descôtes, Anne-Marie (* 1959), französische Botschafterin in Deutschland
- Descotes, Maurice (1923–2000), französischer Romanist, Literaturwissenschaftler und Diplomat
- Descotte, Anthony (* 2003), belgischer Fußballspieler
- Descotte, Matías Franco (* 1994), argentinischer Tennisspieler
- Descouard, Marie-Christine, französische SchauspielerinMarie-Christine Descouard

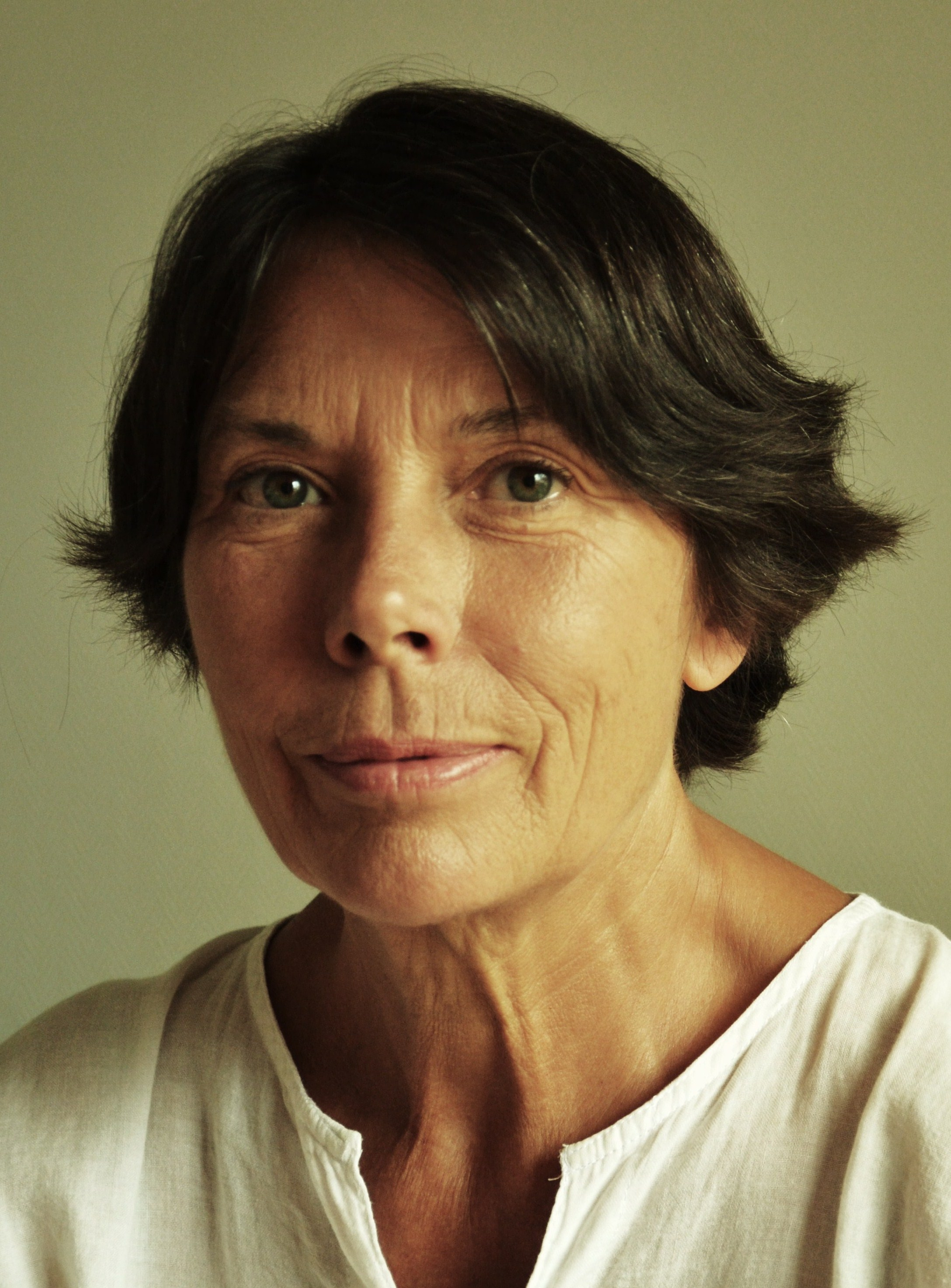
Marie-Christine Descouard

- Descours, Cyril (* 1983), französischer Schauspieler
- Descrains, Jean (1930–1988), französischer Romanist und Französist
- Descrières, Georges (1930–2013), französischer Schauspieler
- Descroizilles, François Antoine Henri (1751–1825), französischer Chemiker
- Descubes, Jean-Charles Marie (* 1940), französischer Geistlicher, emeritierter Erzbischof von Rouen
- Descurain, François (1658–1740), französischer Apotheker und Botaniker
- Desczyk, Gerhard (1899–1983), deutscher CDU-Funktionär in der DDR und Cheflektor des Union Verlages Berlin

### Desd
- Desdames, Guillaume († 1692), französischer katholischer Superior des Lazaristenordens in Polen und Propst in Chełmno
- Desderi, Elena (* 1967), italienische Skilangläuferin
- Desderi, Ettore (1892–1974), italienischer Komponist

### Dese
- Desečar, Alexander (* 1933), kroatischer Autor und katholischer Theologe
- Deseilligny, Alfred (1828–1875), französischer Politiker und Admiral
- Desein, Niels (* 1987), belgischer Tennisspieler
- Deseine, Louis-Pierre (1749–1822), französischer Bildhauer
- Deseine, Valérie, französische Filmeditorin
- Desel, Jochen (1929–2023), deutscher evangelischer Theologe und Kirchenhistoriker
- Deselaers, Manfred (* 1955), deutscher katholischer Priester
- Deselaers, Paul (* 1947), deutscher römisch-katholischer Theologe und Sachbuchautor
- DeSena, Jack (* 1987), US-amerikanischer Schauspieler und Synchronsprecher
- Desenclos, Alfred (1912–1971), französischer Komponist
- Desenclos, Frédéric (* 1961), französischer Organist
- Desenfans, Albert (1845–1938), belgischer Bildhauer
- Desenfans, Noël (1744–1807), französischer Kunsthändler
- Deseniška, Veronika, slowenische GrafengattinVeronika Deseniška

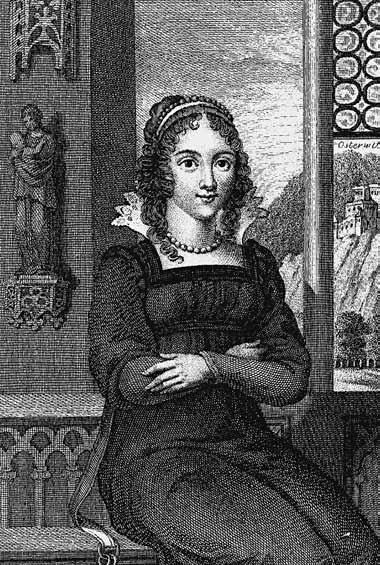
Veronika Deseniška

- Desens, Marc (* 1974), deutscher Rechtswissenschaftler und Hochschullehrer
- Desens, Rainer (* 1959), deutscher Fußballtorwart
- Desenský, Michal (* 1993), tschechischer Sprinter
- Desenz, August (* 1938), deutscher Drehorgelspieler
- Deseő, Csaba (* 1939), ungarischer Violinist und Bratschist
- Deser, Stanley (1931–2023), US-amerikanischer theoretischer Physiker
- Désérable, François-Henri (* 1987), französischer Schriftsteller und Eishockeyspieler
- Deserno, Heinrich (1945–2023), deutscher Psychoanalytiker und Autor
- Désert, Alex (* 1968), US-amerikanischer Schauspieler, Musiker und Synchronsprecher
- Désert, Mariette, französische Drehbuchautorin
- Deserti, Bruno (1942–1965), italienischer Autorennfahrer
- Desessarts (1737–1793), französischer Bühnenschauspieler

### Desf
- Desfarges, Paul (* 1944), französischer Geistlicher und römisch-katholischer Erzbischof von Algier
- Desfassiaux, Maurice (1886–1956), französischer Kameramann
- Desfontaines, Jean, französischer Gambist und Komponist
- Desfontaines, Pierre François Guyot (1685–1745), französischer Literaturkritiker, Journalist und Schriftsteller
- Desfontaines, René (1750–1833), französischer Botaniker
- Desfor, Max (1913–2018), amerikanischer Pressefotograf und Kriegsberichterstatter
- Desforges, Émilie (* 1983), kanadische Skirennläuferin
- Desforges, Jean (1929–2013), britische Leichtathletin und Olympiateilnehmerin
- Desfossez, Paul (1901–1986), französischer Diplomingenieur und Technischer Direktor der Dillinger Hütte
- Desfourneaux, Jules-Henri (1877–1951), französischer Scharfrichter (1939–1951)
- Desfours, Joseph Adalbert von (1734–1791), kaiserlich-königlicher Hauptmann und Herr der ostböhmischen Herrschaft Náchod (1786–1791)

### Desg
- Desgagnés, Jean-Simon (* 1998), kanadischer Hindernisläufer
- Desgarcins, Louise (1769–1797), französische Schauspielerin
- Desgenettes, René-Nicolas Dufriche (1762–1837), französischer Militärarzt
- Desgodetz, Antoine (1653–1728), französischer Architekt
- Desgoffe, Blaise Alexandre (1830–1901), französischer Stilllebenmaler
- Desgoffe, Jules (1864–1905), französischer Maler
- Desgrange, Henri (1865–1940), Herausgeber der französischen Sportzeitung L’Auto und Begründer der Tour de France
- Desgranges, Claudia (* 1953), deutsche Malerin und Installationskünstlerin
- Desgranges, Jean-Baptiste (1751–1831), französischer Arzt
- Desgrippes, Hugo (* 2000), französischer Skirennläufer
- Desgroseilliers, Sylvie (* 1965), kanadische Gospel- und Soul-Sängerin haitianischer Abstammung
- Desgrouais, Jean (1703–1766), französischer Romanist und Lexikograf
- Desguillons, Anne Marie Milan (1753–1829), französische Schauspielerin

### Desh
- Desha, Joseph (1768–1842), US-amerikanischer Politiker
- Desha, Robert (1791–1849), US-amerikanischer Politiker
- Deshaies, Josée, kanadische Kamerafrau
- Deshaies, Raymond J. (* 1961), US-amerikanischer Biochemiker
- Deshan, Dinuka (* 2000), sri-lankischer Sprinter
- Deshane, Jordan (* 1997), kanadischer Volleyballspieler
- DeShannon, Jackie (* 1941), US-amerikanische Sängerin und SongschreiberinJackie DeShannon (* 1941)

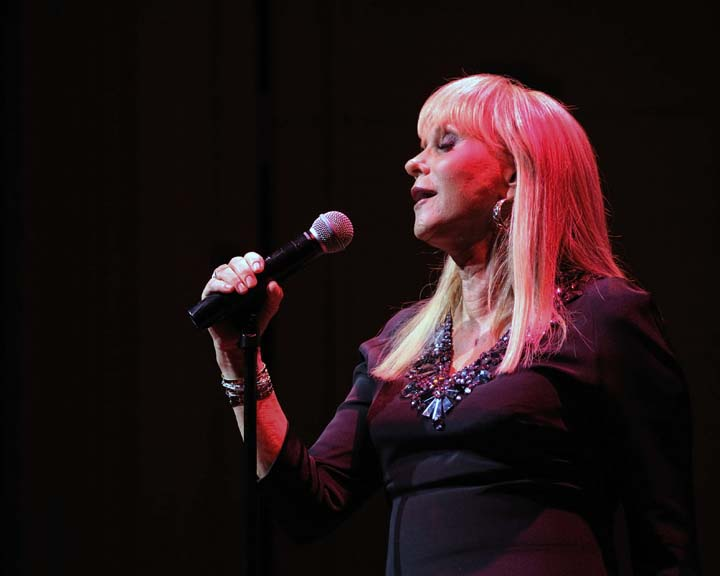
Jackie DeShannon (* 1941)

- Desharnais, David (* 1986), kanadischer Eishockeyspieler
- DeShasier, Alicia (* 1984), US-amerikanische Speerwerferin
- Deshayes, Eugène (1828–1891), französischer Landschafts- und Marinemaler und Aquarellist
- Deshayes, Eugène François (1862–1939), französischer Maler des Orientalismus
- Deshayes, Gabriel (1767–1841), französischer römisch-katholischer Geistlicher, Ordensoberer und Ordensgründer
- Deshayes, Gérard Paul (1795–1875), französischer Paläontologe und Konchologe
- Deshayes, Karine (* 1973), französische Mezzosopranistin
- Deshayes, Louis (1600–1632), französischer Diplomat
- Deshays, Jean-Baptiste (1729–1765), französischer Historienmaler
- Deshazo, Thomas E. (1901–1979), US-amerikanischer Offizier, Generalmajor der US-Army
- DeShields, Diamond (* 1995), US-amerikanische Basketballspielerin
- Deshimaru, Taisen (1914–1982), japanischer Zen-Meister
- Deshin Shegpa (1384–1415), Lama
- Deshishku, Hasan (* 2008), österreichischer Fußballspieler
- Deshler, James (1833–1863), General der Konföderierten im amerikanischen Bürgerkrieg
- Deshmukh, Divya (* 2005), indische SchachspielerinDivya Deshmukh (* 2005)

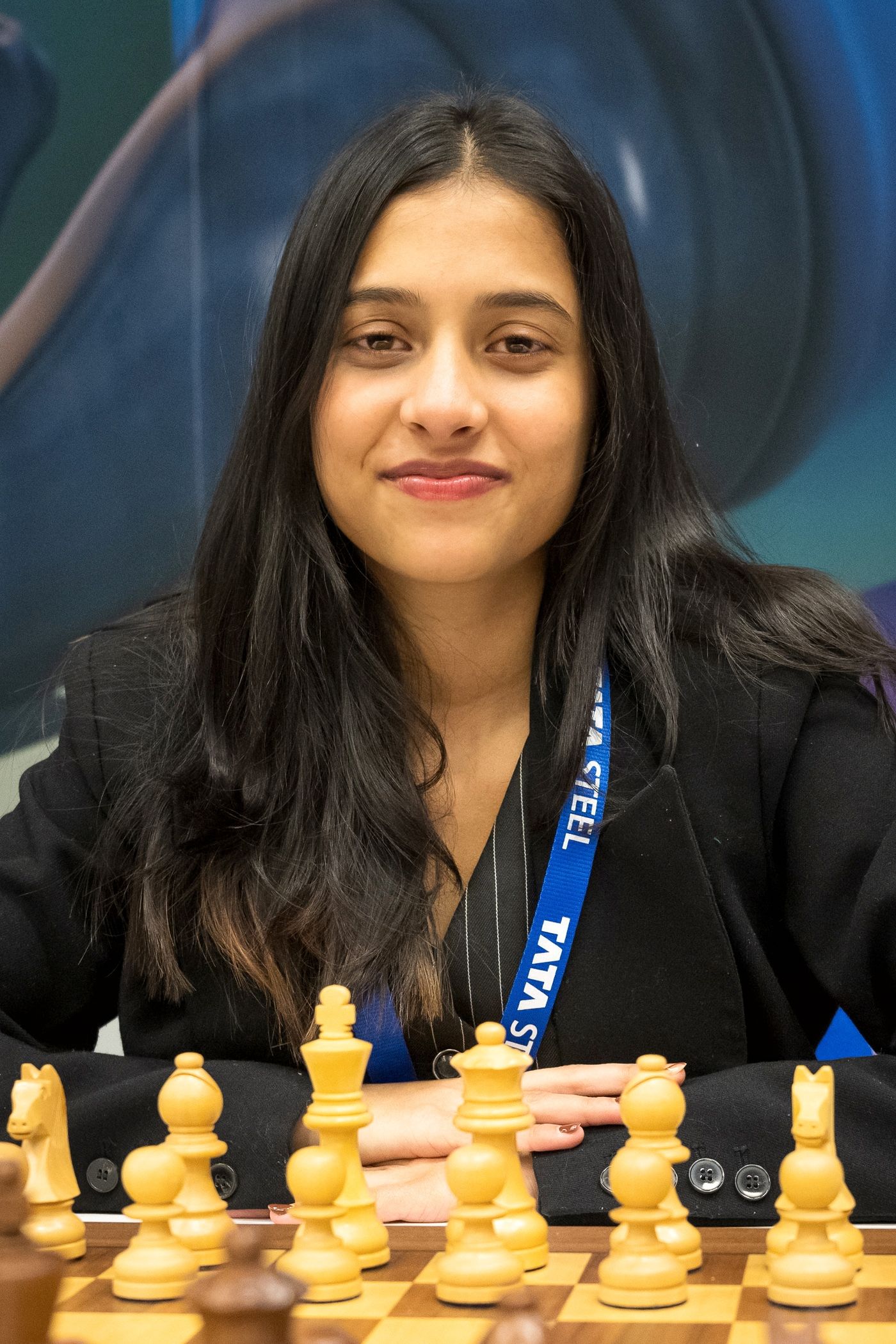
Divya Deshmukh (* 2005)

- Deshmukh, Riteish (* 1978), indischer Schauspieler in der Bollywoodfilmindustrie
- Deshmukh, Vilasrao (1945–2012), indischer Minister und Chief Minister von Maharashtra
- Deshong, Nicholas (* 1992), barbadischer Sprinter
- Deshotel, John Douglas (* 1952), römisch-katholischer Geistlicher, Bischof von Lafayette
- Deshouillers, Jean-Marc (* 1946), französischer Mathematiker
- Deshoulières, Antoinette (1638–1694), französische Dichterin
- Deshpande, Dhanashree (* 1970), indische Musikerin
- Deshpande, Shashi (* 1938), indische Schriftstellerin

### Desi
- Desi, Thomas (* 1967), österreichischer Komponist und Musiker
- Desiata, Luca (* 1971), italienischer Manager
- Desiati, Mario (* 1977), italienischer Jurist und Schriftsteller
- Dešić, Medina (* 1993), montenegrinische Fußballspielerin
- Desiderata, Tochter des Langobardenkönigs Desiderius
- Desiderato, Matteo (1752–1827), italienischer Maler
- Desideri, Danilo (* 1940), italienischer Kameramann
- Desideri, Girolamo (* 1635), italienischer Philosoph, Jurist und Mathematiker
- Desideri, Ippolito (1684–1733), italienischer Jesuit
- Desideri, Osvaldo (1939–2023), italienischer Artdirector und Szenenbildner
- Desiderius, italienischer Einsiedler, Heiliger
- Desiderius, König der Langobarden
- Desiderius Rhodonensis, Bischof und Heiliger
- Desiderius von Aquitanien († 587), Herzog von Aquitanien
- Desiderius von Cahors († 655), Bischof von Cahors
- Desiderius von Fontenelle, Adliger, Mönch und Heiliger
- Desiderius von Langres, französischer Bischof und Heiliger
- Desiderius von Vienne, Erzbischof von Vienne
- Desidienus Aemilianus, römischer Offizier (Kaiserzeit)
- Desiigner (* 1997), US-amerikanischer RapperDesiigner (* 1997)

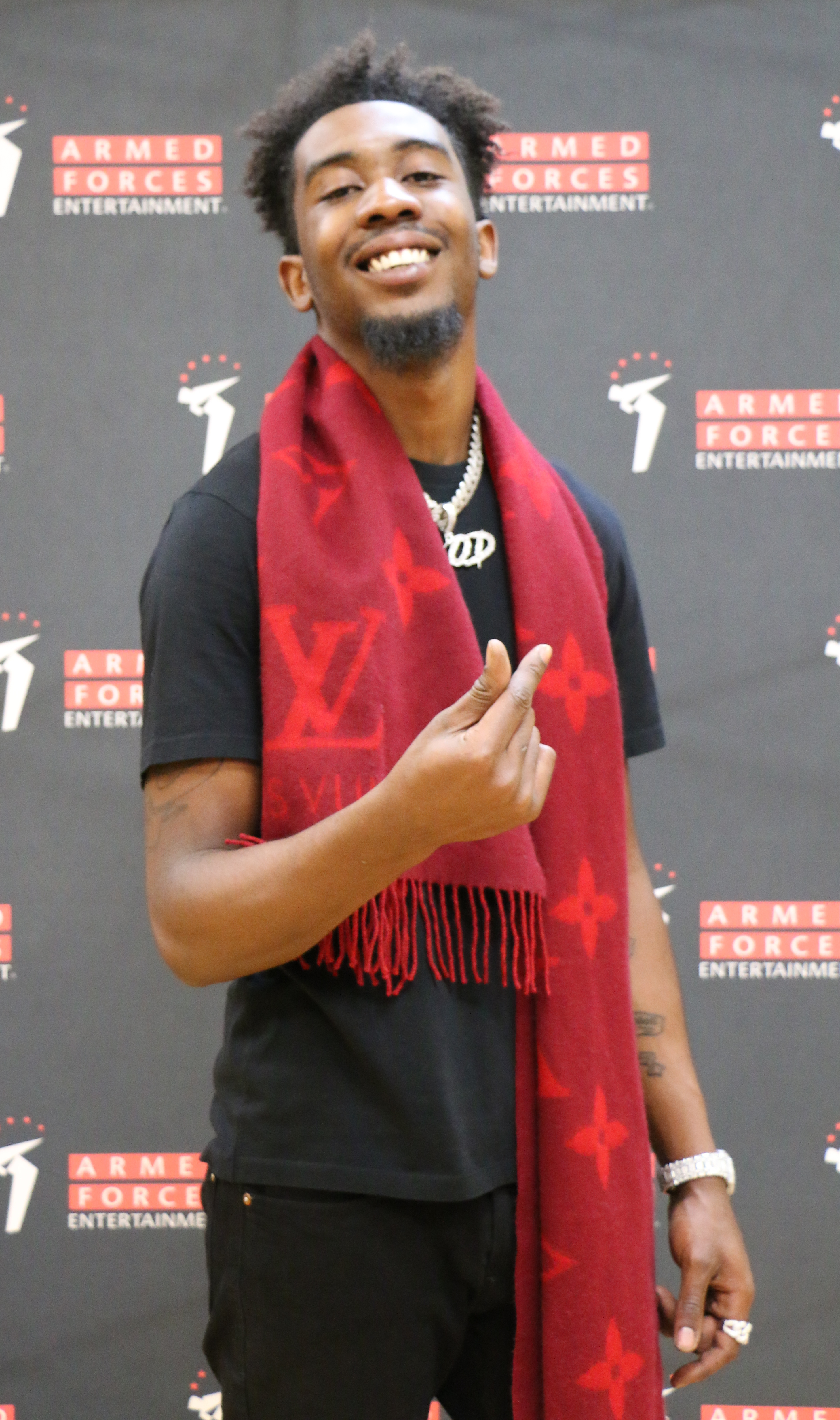
Desiigner (* 1997)

- Desikachar, T. K. V. (1938–2016), indischer Yoga-Lehrer und Autor
- Désilets, Patrice (* 1974), kanadischer Designer von Computer- und Videospielen
- DeSimone, Frank (1909–1967), italo-amerikanischer Mafioso
- DeSimone, Joseph (* 1964), US-amerikanischer Chemiker
- DeSimone, Louis Anthony (1922–2018), US-amerikanischer Geistlicher, Weihbischof in Philadelphia
- Desimone, Robert (* 1952), US-amerikanischer Neurowissenschaftler
- DeSimone, Rosario (1873–1946), italo-amerikanischer Mafioso
- DeSimone, Thomas (1950–1979), italoamerikanischer Gangster
- Desimpelaere, Maurice (1920–2005), belgischer Radrennfahrer
- Desin, Wilhelm von (1740–1827), russischer Admiral
- Desing, Anselm (1699–1772), katholischer Philosoph, Historiker und Pädagoge
- Desinger, Bernd (* 1962), deutscher Schriftsteller und Filmmuseumsleiter
- Desio, Ardito (1897–2001), italienischer Entdecker, Bergsteiger, Geologe und Kartograf
- Désir, Harlem (* 1959), französischer Politiker, MdEP und Journalist
- Désir, Jean-Claude (* 1946), haitianischer Fußballspieler
- Desira, Dianne (* 1981), australisch-maltesische Squashspielerin
- Desiree, Sharon, US-amerikanische Schauspielerin
- Desireless (* 1952), französische SängerinDesireless (* 1952)

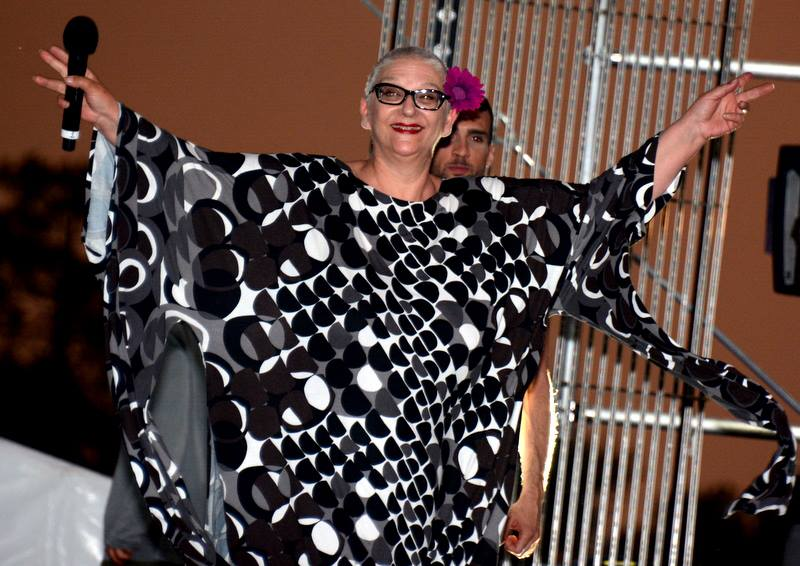
Desireless (* 1952)

- Desisa, Lelisa (* 1990), äthiopischer Langstreckenläufer
- Desivici, Ana María (* 1955), uruguayische Leichtathletin

### Desj
- Desjardin, Jacques (1759–1807), französischer Divisionsgeneral der Infanterie
- Desjardins, Alphonse (1841–1912), kanadischer Politiker, Journalist und Unternehmer
- Desjardins, Alphonse (1854–1920), kanadischer Journalist, Mitbegründer der Bank Caisses Desjardins
- Desjardins, Andrew (* 1986), kanadischer Eishockeyspieler und -trainer
- Desjardins, Cédrick (* 1985), kanadischer Eishockeytorwart
- Desjardins, Christophe (1962–2020), französischer Bratschist
- Desjardins, Constant (1787–1876), französischer Kartograf und Deutschlehrer
- Desjardins, Éric (* 1969), kanadischer Eishockeyspieler
- Desjardins, Jacques, kanadischer Komponist und Musikpädagoge
- Desjardins, Jean-Yves (1931–2011), kanadischer Psychologe und klinischer Sexologe
- Desjardins, Jeanne (1903–1961), kanadische Sängerin
- Desjardins, Julien (1799–1840), französisch-mauritischer Zoologe
- Desjardins, Martin († 1694), französischer Bildhauer niederländischer Herkunft
- Desjardins, Paul (1859–1940), französischer Philosoph und Philologe
- Desjardins, Paule (1924–2007), französische Chanson-Sängerin
- Desjardins, Pete (1907–1985), US-amerikanischer Turmspringer
- Desjardins, Sarah (* 1994), kanadische Filmschauspielerin
- Desjardins, Willie (* 1957), kanadischer Eishockeyspieler und -trainer
- DesJarlais, Scott (* 1964), US-amerikanischer Politiker der Republikanischen Partei
- Desjeux, Émilie (1861–1957), französische Malerin und Porträtistin
- Desjoyeaux, Michel (* 1965), französischer Segler

### Desk
- Deskaheh Levi General (1873–1925), Erbchief der Cayuga und Sprecher der Six Nations
- Deskur, Andrzej Maria (1924–2011), polnischer Kardinal

### Desl
- Deslandres, Adolphe (1840–1911), französischer Komponist und Organist
- Deslandres, Henri-Alexandre (1853–1948), französischer Astronom
- Deslauriers, Jean (1909–1978), kanadischer Geiger, Dirigent und Komponist
- Deslauriers, Mario (* 1965), kanadischer, inzwischen US-amerikanischer Springreiter
- Deslauriers, Nicolas (* 1991), kanadischer Eishockeyspieler
- Deslaw, Eugène (1898–1966), französischer Journalist, Regisseur und Drehbuchautor
- Desloges, Mathis (* 2002), französischer Skilangläufer
- Desloges, Pierre (* 1742), gehörloser Autor
- Deslys, Charles (1821–1885), französischer Schriftsteller
- Deslys, Gaby (1881–1920), Revue-Tänzerin, Schauspielerin und Sängerin
- Deslys, Kay (1899–1974), britische Schauspielerin

### Desm
- Desmahis, Joseph-François-Edouard de Corsembleu de (1723–1761), französischer Dramatiker, Enzyklopädist und Literat
- Desmaisières, Maria Michaela (1809–1865), spanische Gräfin und Ordensgründerin
- Desmaison, René (1930–2007), französischer Bergsteiger
- Desman, Shawn (* 1982), kanadischer Pop- und R&B-SängerShawn Desman (* 1982)

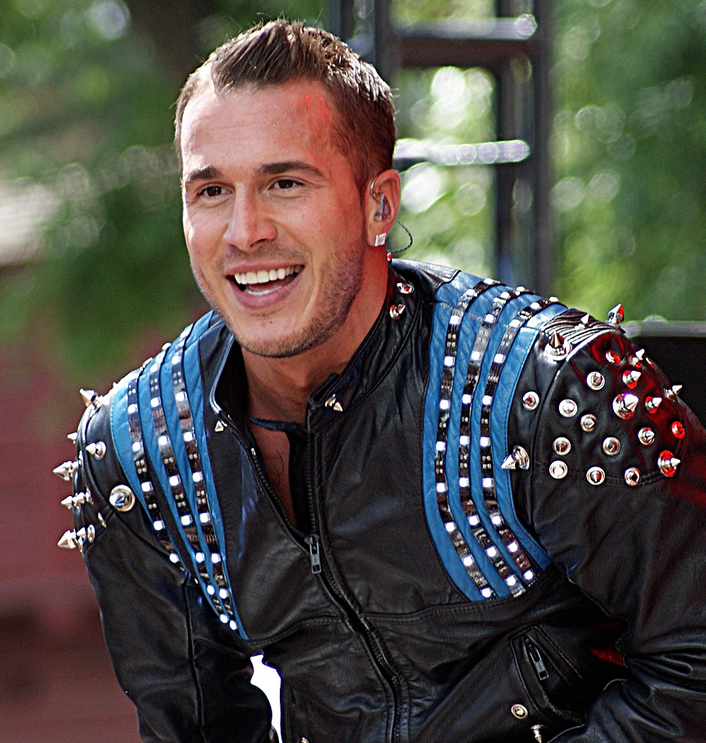
Shawn Desman (* 1982)

- Desmarais, Gérald (1906–1950), kanadischer Sänger und Chorleiter
- Desmarais, James (* 1979), kanadischer Eishockeyspieler
- Desmarais, Joseph Louis Aldée (1891–1979), kanadischer Geistlicher, römisch-katholischer Bischof von Amos
- Desmarais, Lorraine (* 1956), kanadische Jazz-Pianistin, Komponistin und Hochschullehrerin
- Desmarais, Paul (1927–2013), kanadischer Unternehmer
- Desmarcheliers, Camille (1884–1914), französischer Turner
- Desmarcheliers, Charles, französischer Turner
- Desmarées, George (1697–1776), schwedischer Maler
- Desmares, Charlotte (1682–1753), französische Schauspielerin
- Desmares, Nathalie (* 1972), französische Snowboarderin
- Desmares, Nicolas (1645–1714), französischer Schauspieler
- Desmarest, Anselme Gaëtan (1784–1838), französischer Zoologe und Schriftsteller
- Desmarest, Eugène (1816–1890), französischer Entomologe und Zoologe
- Desmarest, Henry (1661–1741), französischer Komponist des Barock
- Desmarest, Nicolas (1725–1815), französischer Geologe
- Desmarest, Thierry (1945–2024), französischer Manager
- Desmarets de Saint-Sorlin, Jean (1595–1676), französischer Dichter
- Desmarets, Jean-Baptiste (1682–1762), französischer General und Marschall von Frankreich
- Desmarets, José (1925–2019), belgischer Politiker
- Desmarets, Yves (* 1979), haitianischer Fußballspieler
- Desmarres, Louis-Auguste (1810–1882), französischer Ophthalmologe
- Desmarteau, Étienne (1873–1905), kanadischer Leichtathlet
- Desmarteaux, Alexandre (1884–1925), kanadischer Vaudeville-Schauspieler und Sänger
- Desmarteaux, Paul (1905–1974), kanadischer Schauspieler
- Desmas, Arthur (* 1994), französischer Fußballtorhüter
- Desmazières, Bertrand (1916–2006), französischer Diplomat
- Desmedt, Fernand (1877–1954), belgischer Fechter
- Desmercières, Jean Henri (1687–1778), dänischer Bankier und Landreformer
- Desmet, Armand (1931–2012), belgischer Radrennfahrer
- Desmet, Armand (* 1941), französischer Judoka
- Desmet, Gérard (1907–1979), belgischer Radrennfahrer
- Desmet, Gilbert (1931–2024), belgischer Radrennfahrer
- Desmet, Hanne (* 1996), belgische Shorttrackerin
- Desmet, Jurgen (* 1978), belgischer Breakcore-Produzent und -DJ
- Desmet, Philippe (* 1958), belgischer Fußballspieler
- Desmet, Roger (1920–1987), belgischer Radrennfahrer
- Desmet, Stijn (* 1998), belgischer Shorttracker
- Desmet, Taggart (* 1982), kanadischer Eishockeyspieler
- Desmettre, Robert (1901–1936), französischer Wasserballspieler
- Desmit, Didier (* 1950), belgischer Comiczeichner
- Desmit, Gilbert (* 1937), belgischer Schwimmer
- DeSmith, Casey (* 1991), US-amerikanischer Eishockeytorwart
- Desmond, Adrian (* 1947), britischer Wissenschaftshistoriker
- Desmond, Barry (* 1935), irischer Politiker (Labour Party), MdEP
- Desmond, Dan (1913–1964), irischer Politiker
- Desmond, Dermot (* 1950), irischer Unternehmer
- Desmond, Eileen (1932–2005), irische Politikerin (Labour Party), MdEP
- Desmond, Elsa (* 1997), irische beziehungsweise britische Rennrodlerin
- Desmond, Lucy (1899–1992), britische Turnerin
- Desmond, Matthew (* 1979), US-amerikanischer Soziologe und Hochschullehrer
- Desmond, Olga (1890–1964), deutsche Tänzerin und Schauspielerin
- Desmond, Paul (1924–1977), US-amerikanischer Cool-Jazz-Saxophonist
- Desmond, Richard (1927–1990), US-amerikanischer Eishockeytorwart
- Desmond, Richard (* 1951), britischer Verleger
- Desmond, Viola (1914–1965), kanadische Aktivistin, Bürgerrechtlerin und Vorkämpferin gegen Rassentrennung
- Desmons, Frédéric (1832–1910), calvinistischer Pastor, Deist, Freimaurer und Verfechter der absoluten Gewissensfreiheit
- Desmoulins, Camille (1760–1794), französischer Rechtsanwalt, Journalist und PolitikerCamille Desmoulins (1760–1794)

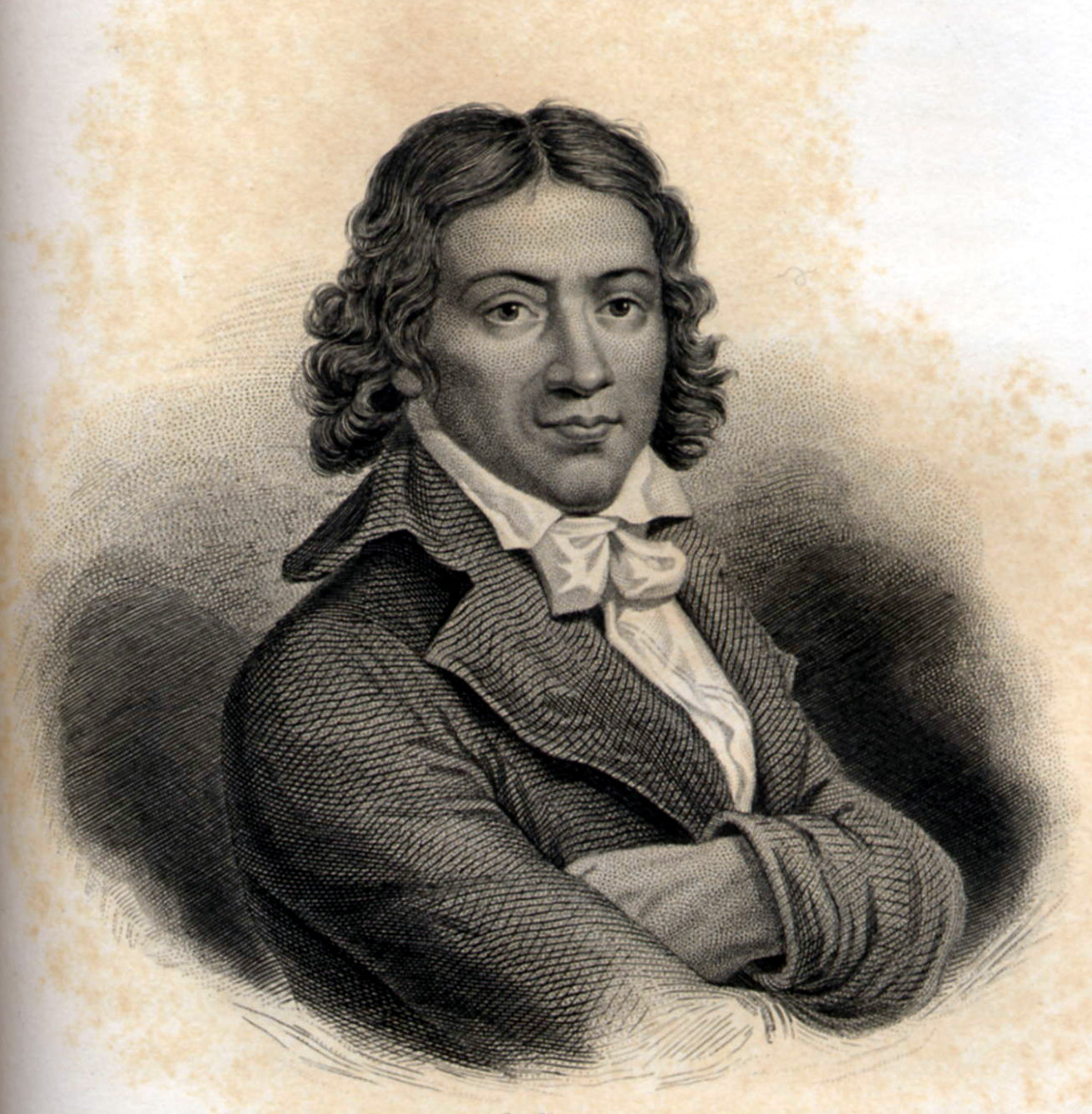
Camille Desmoulins (1760–1794)

- Desmoulins, Gabriel (1842–1902), französischer Komponist, Organist und Musikpädagoge
- Desmoulins, Louis Antoine (1794–1828), französischer Naturforscher, Anatom und Arzt
- Desmoulins, Lucile (1770–1794), Frau eines französischen Revolutionärs, FrauenrechtlerinLucile Desmoulins (1770–1794)

Lucile Desmoulins (1770–1794)

### Desn
- Desné, Roland (1931–2020), französischer Romanist
- Desni, Tamara (1913–2008), russisch-britische Schauspielerin
- Desni, Xenia (1897–1962), ukrainische Schauspielerin
- Desnica, Mario (* 1994), bosnischer Fußballspieler
- Desnica, Vladan (1905–1967), jugoslawischer Schriftsteller
- Desnitzka, Katerina (1886–1960), ukrainische Krankenschwester und Herzogin von Phitsanulok
- Desnizkaja, Agnija Wassiljewna (1912–1992), sowjetische Linguistin, Albanologin und Hochschullehrerin
- Desnoes, Edmundo (1930–2023), kubanischer Schriftsteller und Kunstkritiker
- Desnoiresterres, Gustave (1817–1892), französischer Kultur- und Literaturhistoriker
- Desnos, Ferdinand (1901–1958), französischer Maler und Autodidakt
- Desnos, Robert (1900–1945), französischer Dichter, Schriftsteller und Journalist
- Desnoyers, Auguste Gaspard Louis (1779–1857), französischer Kupferstecher
- Desnoyers, Daniel (* 1957), kanadischer Bogenschütze
- Desnoyers, Jean-Baptiste (1768–1849), französischer römisch-katholischer Geistlicher, Trappist, Karmelit, Klostergründer und Klosteroberer
- Desnoyers, Jules (1800–1887), französischer Historiker, Prähistoriker und Geologe
- Desnoyers, Louis (1802–1868), französischer Journalist und Schriftsteller
- Desny, Ivan (1922–2002), französisch-deutscher Schauspieler

### Deso
- Desobry, William R. (1918–1996), US-amerikanischer Militär, General der US Army
- Desoches, Jean Jacques, französischer Porzellanmodelleur und Bossierer
- Desoi, Philipp, Zollbeamter, Bürgermeister von Dorsten
- Desojo, Julia (* 1973), argentinische Wirbeltier-Paläontologin
- Desombre, Stéphane (1907–1981), französischer Abenteurer und Schriftsteller
- Desonay, Fernand (1899–1973), belgischer Romanist und Schriftsteller
- Desor, Édouard (1811–1882), deutsch-schweizerischer Geologe und Politiker
- Désormeaux, Antonin Jean (1815–1894), französischer Mediziner und Chirurg
- Désormeaux-Poulin, Mélissa (* 1981), kanadische SchauspielerinMélissa Désormeaux-Poulin (* 1981)

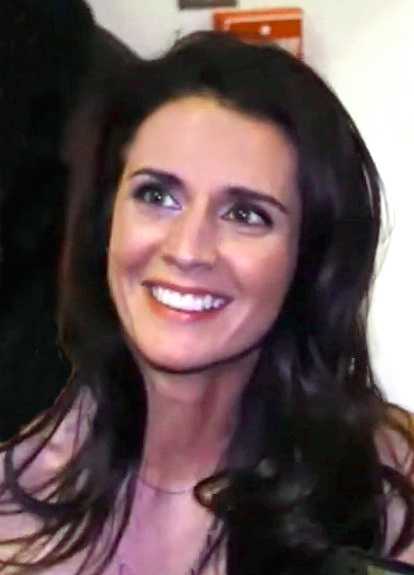
Mélissa Désormeaux-Poulin (* 1981)

- Desormery, Léopold-Bastien († 1810), französischer Komponist und Sänger der Klassik
- Desormes, Charles-Bernard (1777–1862), französischer Chemiker und Physiker
- Désormière, Roger (1898–1963), französischer Dirigent
- Desortová, Eliška (* 2000), tschechische Handballspielerin
- DeSoto, Rosanna (* 1950), US-amerikanische Schauspielerin
- DeSousa, Chris (* 1990), kanadischer Eishockeyspieler
- Desovich, Steve (* 1965), US-amerikanischer Freestyle-Skisportler

### Desp
- Despaigne, Arisnoide (* 1986), kubanischer Boxer
- Despaigne, Oreidis (* 1981), kubanischer Judoka
- Despaigne, Robelis (* 1988), kubanischer Taekwondoin
- Despaigne, Yordanis (* 1980), kubanischer Boxer
- Despaigne, Yosvany (* 1976), kubanischer Judoka
- Dešpalj, Valter (1947–2023), kroatischer Musiker
- Despang, René (* 1972), deutscher Politiker (NPD), MdL
- Despard, Charlotte (1844–1939), britische Feministin und Pazifistin
- Despard, Edward (1751–1803), britischer Offizier und politischer Aktivist
- Despard, Jacob (* 1996), australischer Sprinter
- Despas, Maria (* 1967), australische Freestyle-Skisportlerin
- Despatie, Alexandre (* 1985), kanadischer Wasserspringer
- Despatures, Maurice (1873–1963), französischer Ordensgeistlicher, römisch-katholischer Bischof von Bangalore
- Despeaux, Jean (1915–1989), französischer Boxer
- Despeghel, Michael (* 1960), deutscher Sportmediziner und Buchautor
- Despenser, Elizabeth († 1408), englische Adlige
- Despenser, Henry († 1406), Bischof von Norwich
- Despentes, Virginie (* 1969), französische SchriftstellerinVirginie Despentes (* 1969)

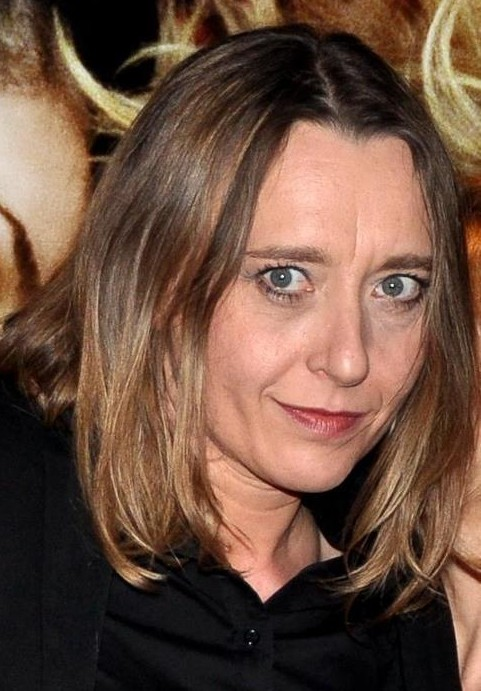
Virginie Despentes (* 1969)

- Desperrier, Gaëlle (* 1988), französische Tennisspielerin
- Despiau, Charles (1874–1946), französischer Bildhauer
- Despić, Aleksandar (1927–2005), serbischer Physiker
- Despić, Dejan (1930–2024), jugoslawischer bzw. serbischer Komponist, Autor, Musik-Theoretiker und Pädagoge
- Despierre, Jacques Joseph Marie (* 1928), katholischer Bischof
- Despinis, Giorgos (1936–2014), griechischer Klassischer Archäologe
- Desplanches, Jérémy (* 1994), Schweizer Schwimmer
- Despland, Gabriel (1901–1983), Schweizer Politiker (FDP)
- Desplantes, Isabelle (* 1971), französische Schauspielerin und Synchronsprecherin
- Desplat, Alexandre (* 1961), französischer KomponistAlexandre Desplat (* 1961)

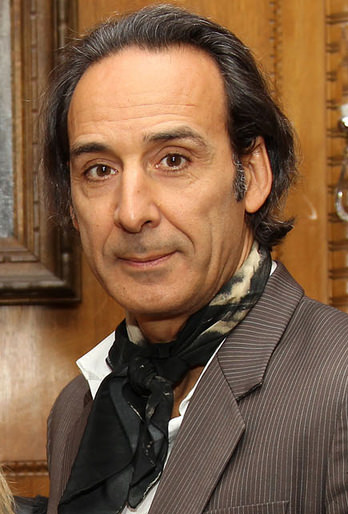
Alexandre Desplat (* 1961)

- Desplat, Antonia (* 1994), französische Schauspielerin
- Desplechin, Arnaud (* 1960), französischer Filmregisseur
- Despodow, Kiril (* 1996), bulgarischer Fußballspieler
- Despois, Eugène André (1818–1876), französischer Schriftsteller
- Despollari, Georgia-Maria (* 2003), griechische Leichtathletin
- Despommier, Dickson (1940–2025), US-amerikanischer Mikrobiologe, Ökologe und Professor für Public Health an der Columbia University
- Despommier, Randal, amerikanischer Jazzmusiker (Altsaxophon, Komposition)
- Desponds, Roger (1919–1989), Schweizer Manager
- Despontin, Léon (1888–1972), belgischer Radrennfahrer
- Despopoulos, Agamemnon (* 1924), amerikanischer Physiologe
- Desportes, François (1661–1743), französischer Maler des Rokoko
- Desportes, Philippe (1546–1606), Abt und französischer Dichter
- Desportes, Yvonne (1907–1993), französische Komponistin
- D’Esposito, Anthony (* 1982), US-amerikanischer Politiker
- D’Espósito, Arnaldo (1907–1945), argentinischer Komponist, Dirigent, Pianist und Musikpädagoge
- Despot, Nicolai (* 1986), deutscher Theater-, Film- und Fernsehschauspieler
- Despotis, Athanasios (* 1979), griechischer Neutestamentler
- Despotopoulos, Ioannis (1903–1992), griechischer Architekt und Städtebauer
- Despotović, Aleksa (* 1991), serbischer Eishockeyspieler
- Despotović, Aleksandra (* 1969), montenegrinische Politikerin und Hochschullehrerin
- Despotović, Đorđe (* 1992), serbischer Fußballspieler
- Despotovic, Nikola (* 2001), österreichischer Fußballspieler
- Despotović, Ranko (* 1983), serbischer Fußballspieler
- Despréaux, Guillaume (1802–1865), französischer Komponist
- Despréaux, Jean-Étienne (1748–1820), französischer Komponist und Schauspieler
- Després, Bernadette (1941–2024), französische Illustratorin und Comiczeichnerin
- Despres, Cyril (* 1974), französischer Enduro-Fahrer
- Despres, Jean (1903–1988), französischer Unternehmer
- Desprès, Julien (* 1983), französischer Ruderer
- Després, Simon (* 1991), kanadischer Eishockeyspieler
- Despret, George (1862–1952), belgisch-französischer Glaskünstler, Ingenieur und Industrieller
- Desprets, Marcel (1906–1973), französischer Degenfechter
- Despretz, César-Mansuète († 1863), belgisch-französischer Physiker
- Desprez, Florian-Jules-Félix (1807–1895), Bischof von Saint-Dénis-de-La Réunion und Limoges, Erzbischof von Toulouse, Kardinal
- Desprez, Louis (1861–1885), französischer Schriftsteller des Naturalismus
- Desprez, Louis Jean († 1804), französischer Architekt, Maler und Grafiker
- Desprez, Médard (1764–1842), französischer Bankier
- Desproges, Pierre (1939–1988), französischer Humorist, Autor und Fernseh-Kabarettist
- Despuig y Dameto, Antonio (1745–1813), spanischer Erzbischof und Kardinal
- Despuig, Guillem, valencianischer Musiktheoretiker, Musiker und katholischer Geistlicher
- Despuig, Ramon (1670–1741), Großmeister des Malteserorden

### Desr
- Desrais, Claude-Louis (1746–1816), französischer Aquarellist, Zeichner und Illustrator
- Des’ree (* 1968), britische Sängerin
- Desrey, Pierre, französischer Chronist, Historiker, Genealoge und Übersetzer
- Desriac, Loïc (* 1989), französischer Straßenradrennfahrer
- Desrochers, Bruno (1910–1976), kanadischer Geistlicher
- DesRochers, Clémence (* 1933), französische Schauspielerin, Singer-Songwriterin und Schriftstellerin
- Desrochers, Guy (* 1956), kanadischer Ordensgeistlicher und römisch-katholischer Erzbischof von Moncton
- Desrochers, Larry, kanadischer Theaterleiter und Regisseur
- DesRochers, Patrick (* 1979), kanadischer Eishockeytorwart
- Desrochers, Pierre (* 1955), kanadischer Filmkomponist
- DesRochers, Yvon (1945–2005), kanadischer Sportfunktionär
- Desroches Noblecourt, Christiane (1913–2011), französische Ägyptologin
- Desroches, Monique (* 1948), kanadische Hochschullehrerin und Musikpädagogin
- DesRosiers, Camille (1928–2016), kanadischer römisch-katholischer Geistlicher, Apostolischer Superior von Funafuti
- Desrosiers, David (* 1980), französisch-kanadischer MusikerDavid Desrosiers (* 1980)

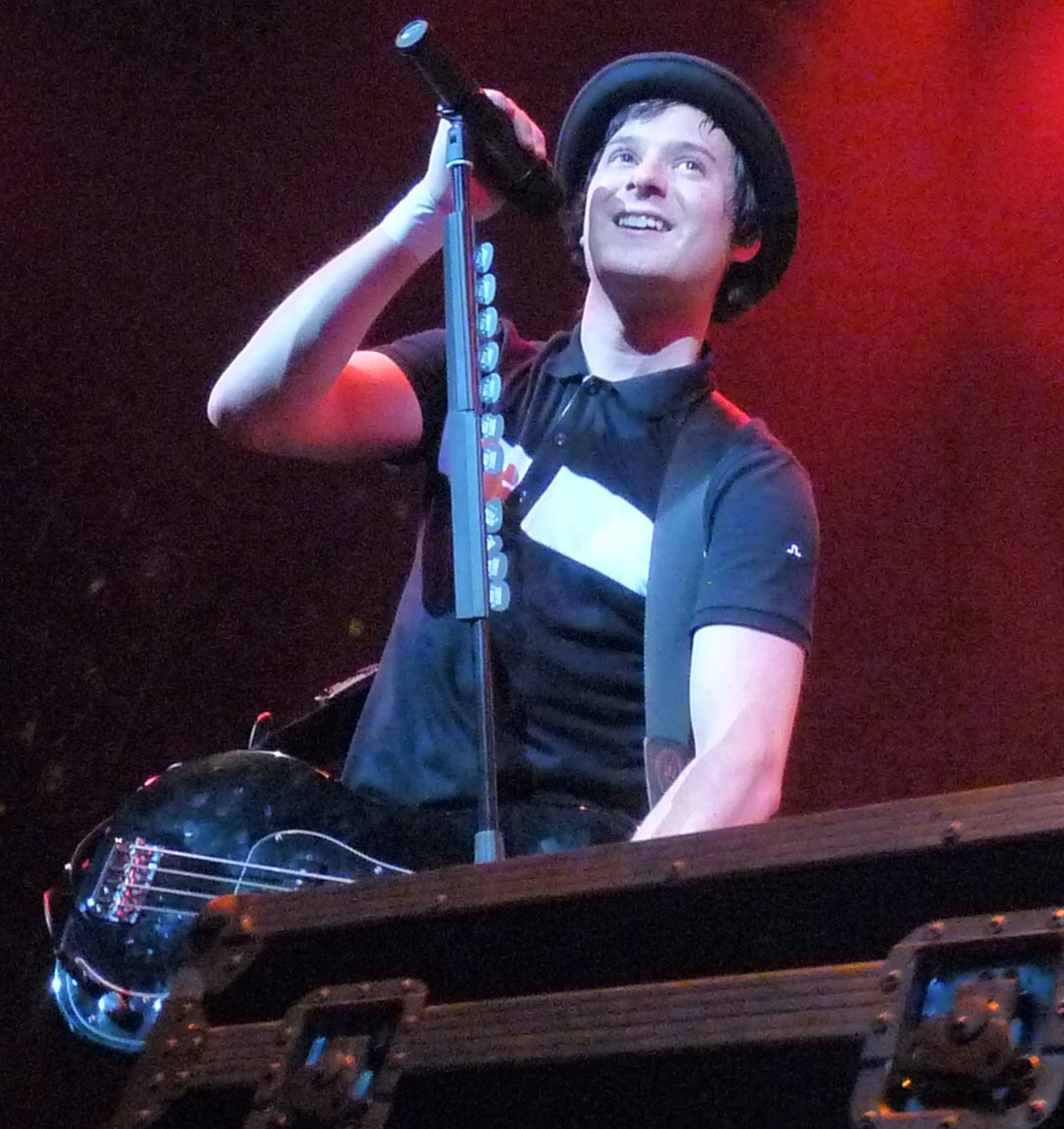
David Desrosiers (* 1980)

- Desrosiers, Joseph-Delphis (1906–1989), kanadischer Ordensgeistlicher, Bischof von Maseru und Qacha’s Nek
- Desrosiers, Julien (* 1980), französisch-kanadischer Eishockeyspieler
- Desruelles, Félix-Alexandre (1865–1943), französischer Bildhauer
- Desruelles, Ronald (1955–2015), belgischer Sprinter und Weitspringer

### Dess
- Deß, Albert (* 1947), deutscher Politiker (CSU), MdB, MdEP
- Dessa (* 1948), Schweizer Künstlerin
- Dessa (* 1981), US-amerikanische Sängerin, Rapperin, Lied-, Lyrik- und Prosaautorin
- Dessaignes, Victor (1800–1885), französischer Chemiker
- Dessaix, Joseph-Marie (1764–1834), französischer Divisionsgeneral der Infanterie
- Dessaix, Robert (* 1944), australischer Autor und Journalist
- Dessalines, Jean-Jacques (1758–1806), Kaiser von Haiti (1804–1806)Jean-Jacques Dessalines (1758–1806)

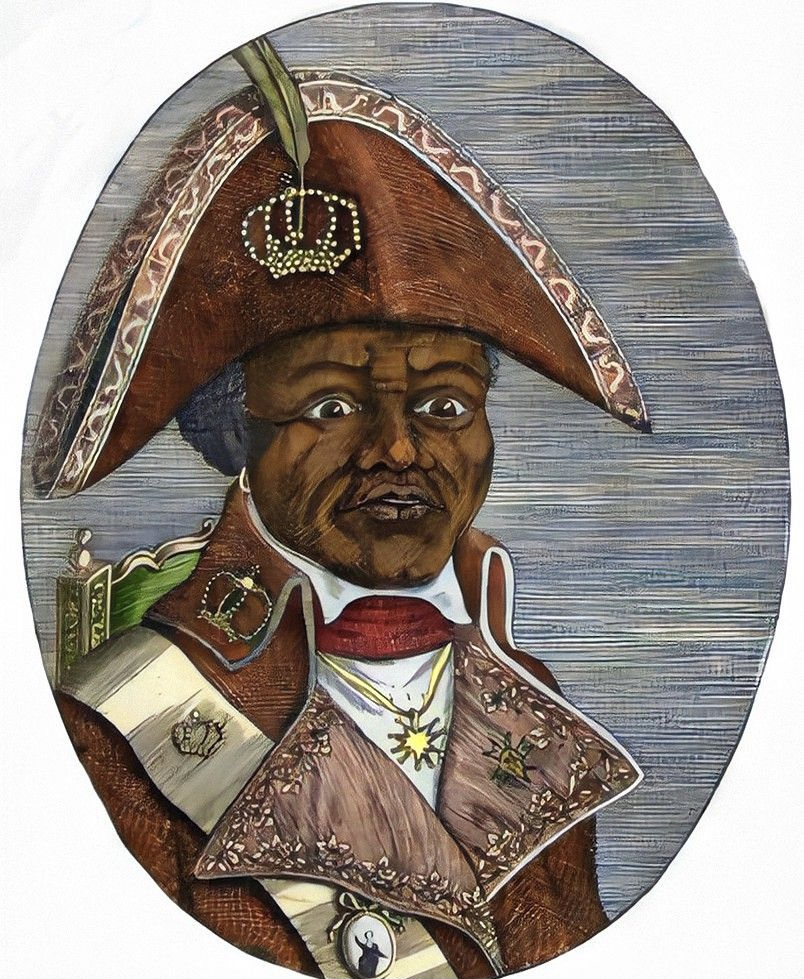
Jean-Jacques Dessalines (1758–1806)

- Dessalle, Virginie (* 1981), französische Fußballspielerin
- Dessarre, Eve (1926–1990), französische Schriftstellerin
- Dessarzin, Randoald (* 1964), Schweizer Basketballtrainer
- Dessau, Adalbert (1928–1984), deutscher Lateinamerikanist, Romanist und Literaturwissenschaftler
- Dessau, Anne (* 1934), deutsche Schauspielerin und Autorin
- Dessau, Bernardo (1863–1949), italienischer Physiker und Zionist deutscher Herkunft
- Dessau, Bernhard (1861–1923), deutscher Geiger und Komponist
- Dessau, Gabor (1907–1983), italienischer Geologe
- Dessau, Hermann (1856–1931), deutscher Althistoriker und Epigraphiker
- Dessau, Linda (* 1953), australische Juristin und Gouverneurin von Victoria
- Dessau, Maxim (* 1954), deutscher Filmregisseur
- Dessau, Paul (1894–1979), deutscher Komponist und Dirigent
- Dessauer, Adolf (1849–1916), österreichischer Bankier und Schriftsteller
- Dessauer, Alois (1763–1850), kurmainzischer Hofbankier und Militäradmodiator (Heereslieferant), Papierhändler und -fabrikant
- Dessauer, Friedrich (1881–1954), deutscher Jurist und Kommunalpolitiker
- Dessauer, Friedrich (1881–1963), deutscher Physiker, Unternehmer, Publizist und Politiker (Zentrum), MdRFriedrich Dessauer (1881–1963)

Friedrich Dessauer (1881–1963)

- Dessauer, Gabriel (* 1955), deutscher Kantor, Organist und Hochschullehrer
- Dessauer, Georg (1795–1870), deutscher Rechtsanwalt
- Dessauer, Guido (1915–2012), deutscher Physiker (Papierindustrie), Buntpapierfabrikant, Kunstmäzen, Hochschullehrer
- Dessauer, Hans (1905–1993), deutsch-amerikanischer Ingenieur
- Dessauer, Hans sen. (1869–1926), deutscher Industrieller und Politiker
- Dessauer, Josef (1798–1876), österreichischer Komponist
- Dessauer, Julius (1832–1883), ungarisch jüdischer Schriftsteller, Übersetzer, Religionslehrer und Rabbiner
- Dessauer, Julius Heinrich (1804–1872), deutscher jüdischer Religionslehrer und Autor
- Dessauer, Maria (1920–2021), deutsche Schriftstellerin, Herausgeberin, Lektorin und Übersetzerin
- Dessauer, Moritz (1842–1895), ungarisch-jüdischer religionsphilosophischer Schriftsteller, Landesrabbiner von Sachsen-Meiningen und Prediger in Köthen (Anhalt)
- Dessauer, Philipp (1837–1900), deutscher Unternehmer in der Papierindustrie
- Dessauer, Philipp (1898–1966), deutscher römisch-katholischer Theologe und Priester
- Dessauer, Siegfried (1874–1956), deutscher Schauspieler, Aufnahmeleiter, Filmregisseur und Drehbuchautor
- Dessauer-Meinhardt, Marie (1901–1986), deutsch-britische Wirtschaftswissenschaftlerin
- Dessaul, Arne (* 1964), deutscher Krimi-Autor
- Dessaunieres, Johann Anton von (1731–1802), preußischer Generalmajor und Kommandant von Glogau
- Dessay, Natalie (* 1965), französische Opernsängerin (Sopran)Natalie Dessay (* 1965)

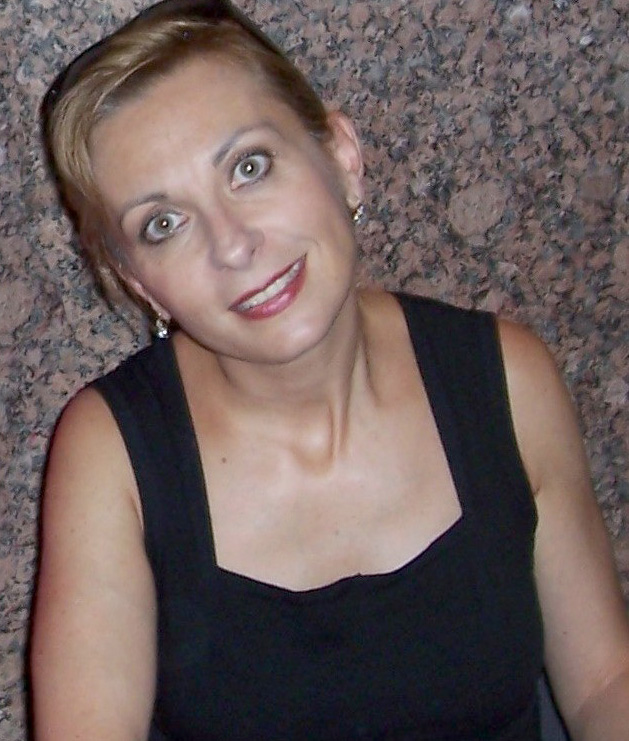
Natalie Dessay (* 1965)

- Dessecker, Eva, deutsche Kostümbildnerin
- Dessecker, Wolfgang (1911–1973), deutscher Mathematiker, Leichtathlet und Olympiateilnehmer
- Dessel, Cyril (* 1974), französischer Radrennfahrer
- Dessel, Elda (1925–2010), argentinische Filmschauspielerin
- Dessel, Georg (* 1935), deutscher Diplom-Ingenieur, Geschäftsführer
- Dessel, Gerd (1930–2010), deutscher Politiker (SPD)
- Dessen, Michael (* 1967), US-amerikanischer Jazzmusiker und Hochschullehrer
- Dessen, Sarah (* 1970), US-amerikanische Jugendbuchautorin
- Dessena, Daniele (* 1987), italienischer Fußballspieler
- Dessers, Cyriel (* 1994), nigerianisch-belgischer Fußballspieler
- Dessert, Brice (* 2003), französischer BasketballspielerBrice Dessert (* 2003)

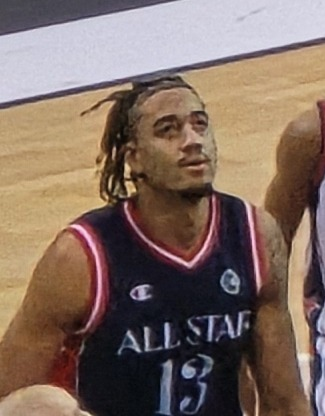
Brice Dessert (* 2003)

- Dessertenne, Gérard (1950–2016), französischer Radrennfahrer
- Desset, François (* 1982), französischer Iranologe und Linguist
- Dessewffy, Alexander III. (1834–1907), ungarischer Geistlicher, Bischof des Csanáder Bistums
- Dessewffy, Arisztid (1802–1849), General in der ungarischen Armee
- Dessewffy, Aurél (1846–1928), ungarischer Politiker, Präsident des Magnatenhauses und Landesrichter
- Dessewffy, Emil (1814–1866), ungarischer Politiker, Landtagsabgeordneter und Präsident der Ungarischen Akademie der Wissenschaften
- Dessewffy, József (1771–1843), ungarischer Jurist, Politiker und Schriftsteller
- Dessì, Daniela (1957–2016), italienische Opernsängerin (Sopran)
- Dessì, Giuseppe (1909–1977), italienischer Schriftsteller
- Dessien, Otto von (1863–1918), deutschbaltisch-russischer Architekt
- Dessin, Joachim Nikolaus von (1704–1761), deutscher Adeliger, in Kapstadt der Grundsteinleger für die Gründung der ersten öffentlichen Bibliothek in Südafrika
- Dessin, Stefan (* 1976), deutscher Handballspieler und -trainer
- Dessin-Brasching, Jennifer (* 1985), deutsche Schauspielerin
- Dessjatowa-Schostenko, Natalja Alexejewna (1890–1968), russisch-sowjetisch-französische Botanikerin und Hochschullehrerin
- Dessjattschikow, Alexei Stepanowitsch (1932–2018), sowjetischer Langstreckenläufer
- Dessl, Reinhold (* 1962), österreichischer Ordenspriester, Abt des Stiftes Wilhering
- Dessler, Eliyahu Eliezer (1892–1953), litauisch-britischer Rabbi, Talmud-Gelehrter und Philosoph
- Deßler, Wolfgang Christoph (1660–1722), deutscher Kirchenlieddichter und Konrektor
- Deßloch, Otto (1889–1977), deutscher Offizier, zuletzt Generaloberst der deutschen Luftwaffe im Zweiten Weltkrieg

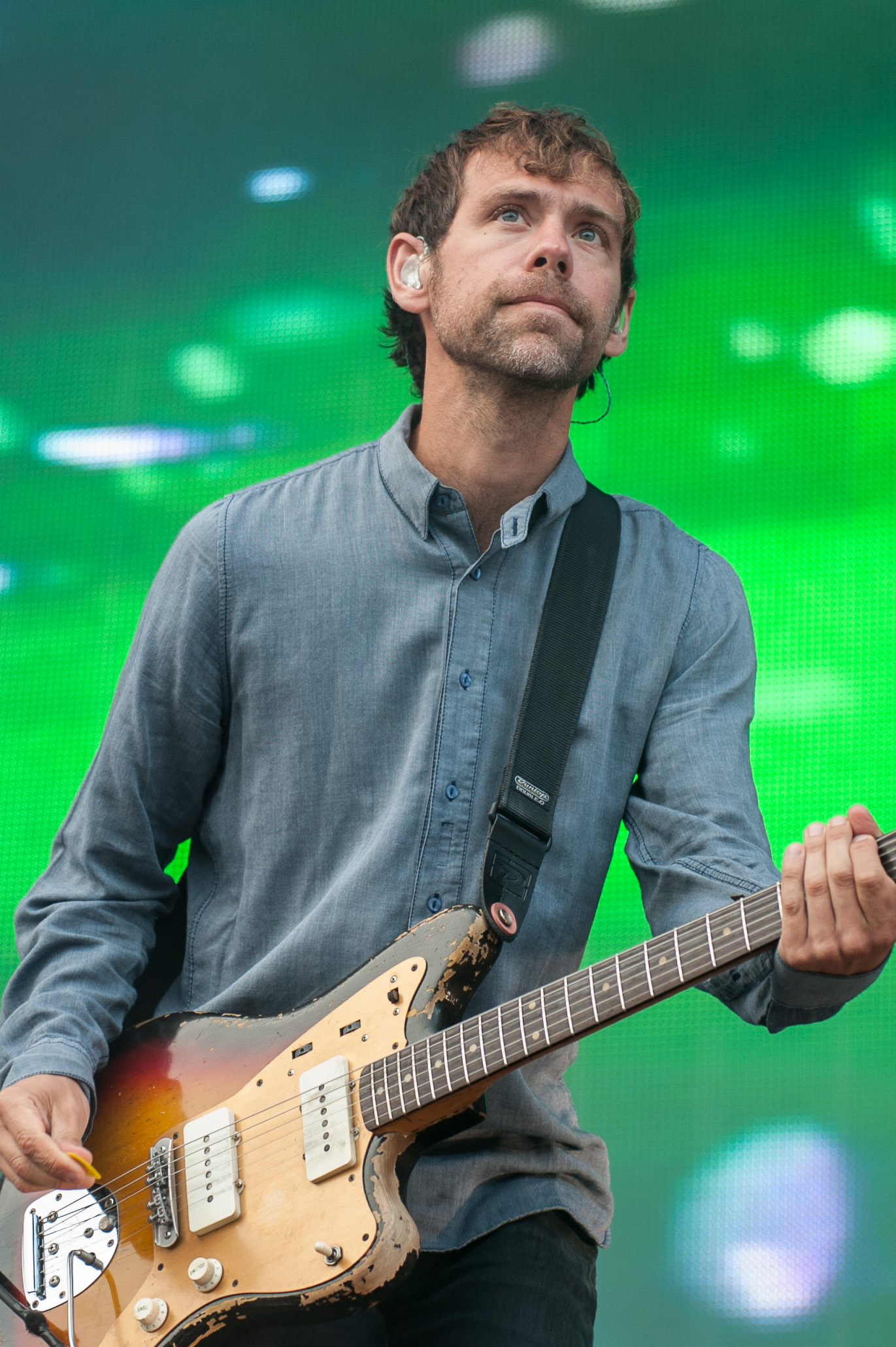
Aaron Dessner (* 1976)

- Dessner, Aaron (* 1976), US-amerikanischer Komponist und GitarristAaron Dessner (* 1976)
- Dessner, Bryce (* 1976), US-amerikanischer Komponist und GitarristBryce Dessner (* 1976)

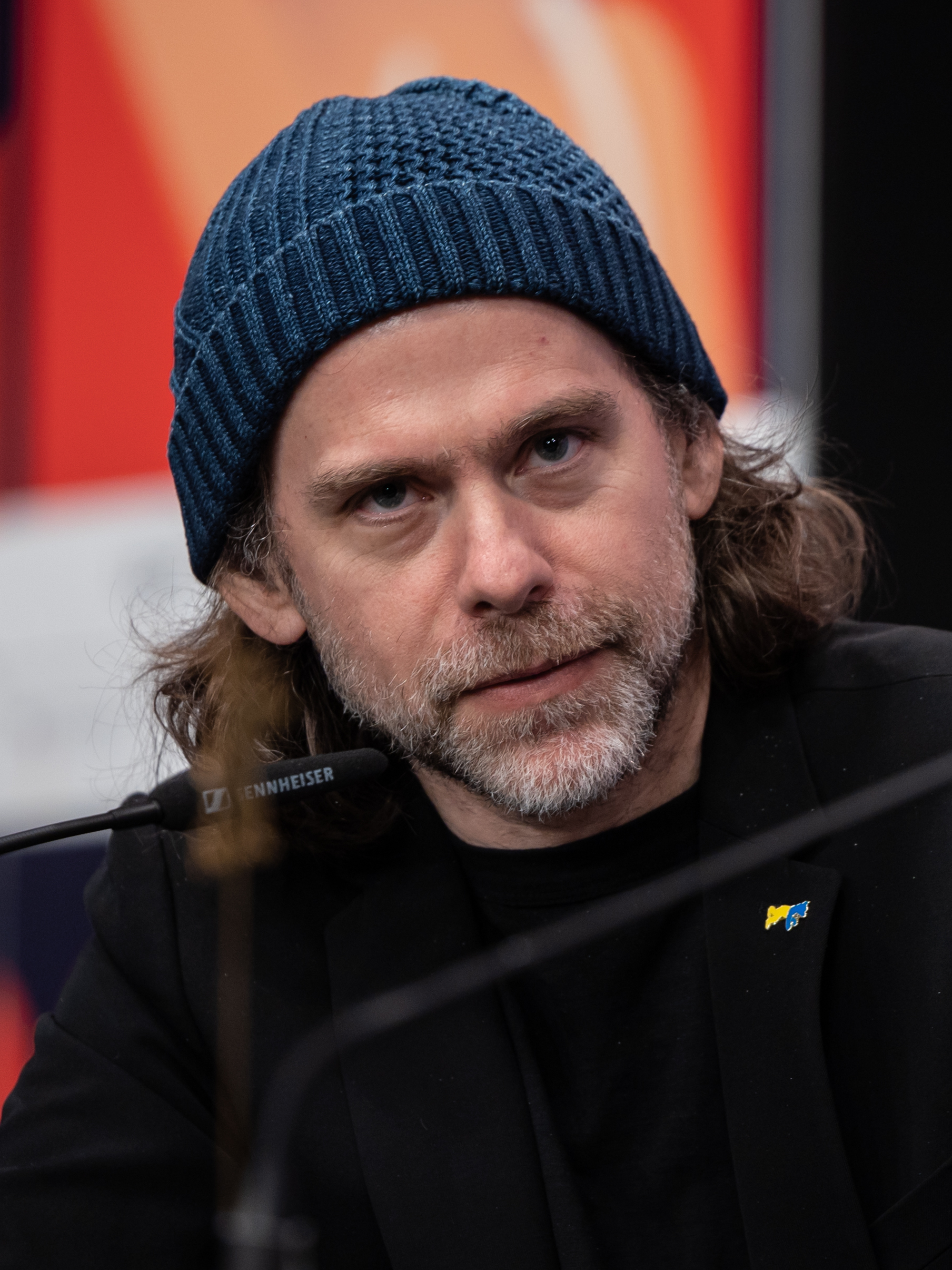
Bryce Dessner (* 1976)

- Dessner, Jeff (* 1977), US-amerikanischer Eishockeyspieler
- Dessoff, Felix Otto (1835–1892), deutscher Komponist und Dirigent
- Dessoff, Margarete (1874–1944), deutsche Chorleiterin und Gesangslehrerin
- Dessoir, Ferdinand (1836–1892), deutscher Schauspieler
- Dessoir, Ludwig (1810–1874), deutscher Schauspieler
- Dessoir, Max (1867–1947), deutscher Philosoph und Psychologe
- Dessoir, Rudolf (1799–1833), deutscher Theaterschauspieler
- Dessoir, Susanne (1869–1953), deutsche Sängerin (Sopran)
- Dessoir, Therese (1810–1866), deutsche Theaterschauspielerin
- Dessoles, Jean Joseph Paul Augustin (1767–1828), Marquis und französischer General
- Dessomville, Oscar (1876–1938), belgischer Ruderer
- Dessons, Alain (* 1939), französischer Fußballspieler
- Dessouki, Fares (* 1994), ägyptischer Squashspieler
- Dessouslavy, Georges (1898–1952), Schweizer Maler, Zeichner, Lithograf und Kunstpädagoge
- Dessum, Nicolas (* 1977), französischer Skispringer
- Dessus, Sophie (1955–2016), französische Politikerin, Mitglied der Nationalversammlung

### Dest
- Dest, Sergiño (* 2000), US-amerikanisch-niederländischer Fußballspieler
- Desta, Abraham (* 1951), äthiopischer Geistlicher
- Desta, Bereket (* 1990), äthiopischer Leichtathlet
- Desta, Netsanet (* 2000), äthiopische Mittelstreckenläuferin
- Destadsbader, Niels (* 1988), belgischer Popsänger, Schauspieler und Moderator
- Destailleur, Gabriel-Hippolyte (1822–1893), französischer Architekt
- Destain, Robert (1919–2010), französischer Schauspieler
- Destan, Ebru (* 1977), türkische Schauspielerin, Sängerin und Model
- Destan, Enis (* 2002), türkischer Fußballspieler
- Destani, Blerim (* 1981), deutsch-albanischer Schauspieler und FilmproduzentBlerim Destani (* 1981)

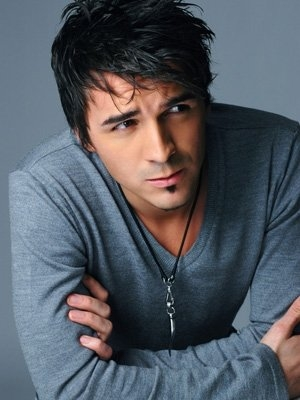
Blerim Destani (* 1981)

- Destanoğlu, Ersin (* 2001), türkischer Fußballtorhüter
- Destatte, Arnaud (* 1988), belgischer Leichtathlet
- D’Este, Carlo (1936–2020), US-amerikanischer Militärhistoriker und Sachbuchautor
- D’Este, Giliante (1910–1996), italienischer Ruderer
- Destefano, Juliana (* 1995), US-amerikanische Schauspielerin
- DeStefano, Sam (1909–1973), italo-amerikanischer Gangster
- Destenave, Georges (1854–1928), französischer Brigadegeneral und Afrikaforscher
- Destenay, Maurice (1900–1973), belgischer Politiker
- d’Ester, Carl (1813–1859), deutscher Arzt, Publizist und demokratischer Politiker
- Dester, Dario (* 2000), italienischer Leichtathlet
- d’Ester, Jakob, deutscher Unternehmer und preußischer Landrat
- Desthieux, Baptiste (* 1985), französischer Biathlet
- Desthieux, Simon (* 1991), französischer Biathlet
- Desthuilliers, Jean-Pierre (1939–2013), französischer Schriftsteller und Dichter
- Desticius Severus, Titus, Angehöriger des römischen Ritterstandes (Kaiserzeit)
- Destine, Destin (* 1895), haitianischer Sportschütze
- Destinnová, Ema (1878–1930), tschechische SopranistinEma Destinnová (1878–1930)

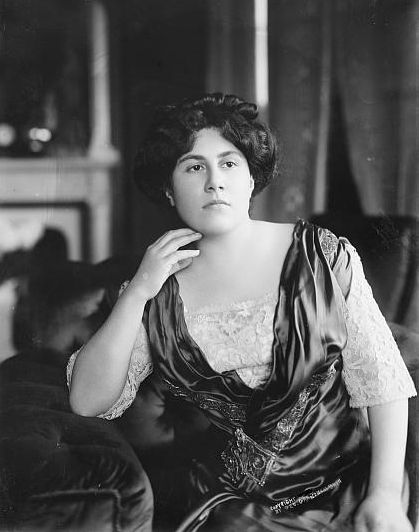
Ema Destinnová (1878–1930)

- Destivelle, Catherine (* 1960), französische Alpinistin
- Destombes, Émile (1935–2016), französischer Ordensgeistlicher, Apostolischer Vikar von Phnom-Penh
- Destouches, André Cardinal († 1749), französischer Komponist
- Destouches, Ernst von (1843–1916), deutscher Archivar
- Destouches, Franz Seraph (1772–1844), deutscher Musiker und Komponist
- Destouches, Jean-Louis (1909–1980), französischer Physiker und Philosoph
- Destouches, Johanna von (1869–1956), deutsche Malerin und Dichterin
- Destouches, Joseph Anton von (1767–1832), deutscher Dramatiker und Beamter
- Destouches, Louis Camus (1668–1726), französischer Artillerieoffizier
- Destouches, Philippe Néricault (1680–1754), französischer Lustspieldichter
- Destouches, Ulrich von (1802–1863), deutscher Journalist und Bibliothekar
- Destovnik, Karel (1922–1944), slowenischer Dichter, Übersetzer und Nationalheld
- Destradi, Sandra, deutsche Politikwissenschaftlerin und Universitätsprofessorin
- Destrée, Johannes Joseph (1827–1888), holländischer Landschaftsmaler
- Destrée, Jules (1863–1936), belgischer Schriftsteller, Jurist und Politiker
- Destrée, Pierre (* 1962), belgischer Klassischer Philologe und Philosophiehistoriker
- Destréhan, Jean Noël (1754–1823), US-amerikanischer Politiker
- Destrem, Maurice (1787–1855), französisch-russischer Verkehrsingenieur und Hochschullehrer
- Destrez, Olivier (* 1955), französischer Synchronsprecher und Schauspieler
- Destriau, Georges (1903–1960), französischer Physiker
- Destro, Juarez Albino (* 1967), brasilianischer römisch-katholischer Ordensgeistlicher und Weihbischof in Porto Alegre
- Destro, Martino, deutscher American-Football-Spieler
- Destro, Mattia (* 1991), italienischer Fußballspieler
- Destroismaisons, Léon (1895–1980), kanadischer Organist, Komponist und Musikpädagoge
- Destrooper, Jules (1856–1934), belgischer Bäcker
- Destrumelle, Jean-Pierre (1941–2002), französischer Fußballspieler
- Destutt de Tracy, Antoine Louis Claude (1754–1836), französischer Philosoph und Politiker der späten Aufklärung

### Desu
- Deșu, Adalbert (1909–1937), rumänischer Fußballspieler
- Desubas, Matthias (1720–1746), französischer hugenottischer Prediger und evangelischer Märtyrer
- Desue, Simon (* 1991), deutscher Webvideoproduzent, Schauspieler, Musiker und AutorSimon Desue (* 1991)

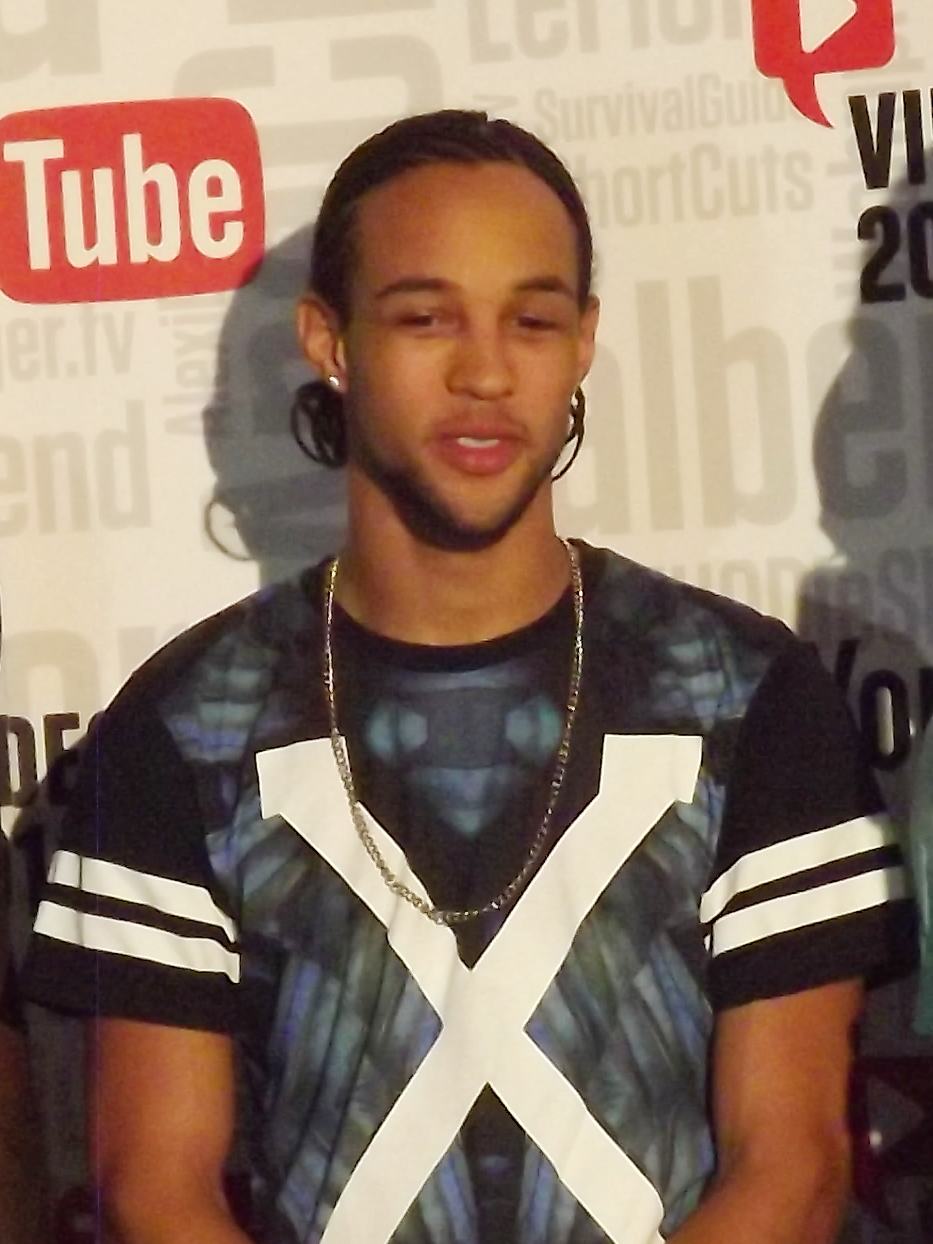
Simon Desue (* 1991)

- Desurvire, Emmanuel (* 1955), französischer Physiker

### Desv
- Desvages, André (1944–2018), französischer Radrennfahrer
- Desvallières, George (1861–1950), französischer Maler und Zeichner
- Desvalls i d’Ardena, Joan Antoni (1740–1820), katalanischer Wissenschaftler
- Desvaux de Marigny, Sabine (* 2001), mauritische Handball- und Fußballspielerin
- Desvaux de Saint-Maurice, Jean-Jacques (1775–1815), französischer Divisionsgeneral der Artillerie
- Desvaux, Lucien (1894–1959), französischer Autorennfahrer
- Desvaux, Nicaise Auguste (1784–1856), französischer Botaniker
- Desvaux, Thomas (* 1970), mauritischer Radrennfahrer
- Desvigne, Sidney (1895–1959), US-amerikanischer Jazz-Trompeter
- Desvignes, Jean (1900–1935), französischer Autorennfahrer
- Desvignes, Jean-Louis (* 1956), französischer Fußballspieler
- Desvignes, Peter Hubert (1804–1883), britischer Architekt
- Desvignes, Pierre (1764–1827), französischer Komponist und Kirchenmusiker
- Desvignes, Réjane (* 1969), Schweizer Autorin und Schauspielerin

### Desy
- Désy, Zoltán (1862–1915), ungarischer Politiker, Obergespan und Minister
- DeSylva, Buddy (1895–1950), US-amerikanischer Liedtexter, Dramatiker, Drehbuchautor und Filmproduzent